# Zeitz

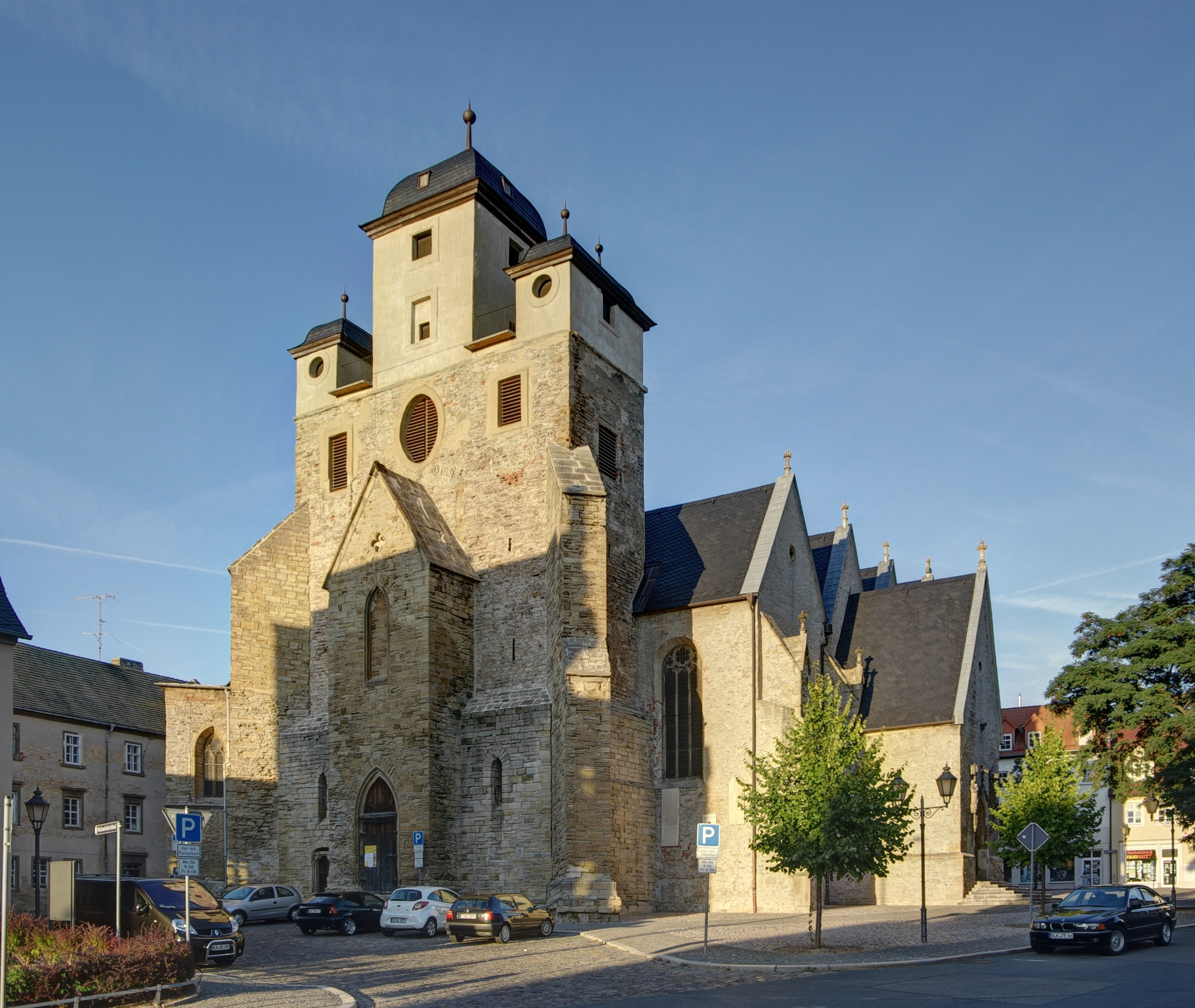
Michaeliskirche in der Altstadt

Zeitz ist eine Mittelstadt im Süden von Sachsen-Anhalt im östlichen Teil des Burgenlandkreises. Von 1652 bis 1718 war Zeitz Residenzstadt des Herzogtums Sachsen-Zeitz. Als Residenz diente dem Herzog Moritz von Sachsen-Zeitz das Schloss Moritzburg. Seit dem 19. Jahrhundert entwickelte sich Zeitz zur Industriestadt sowie zu einem bedeutenden Bahnknotenpunkt. Vor allem aus diesen beiden Epochen haben sich viele wertvolle Altbauten und Kulturdenkmale erhalten, die das Stadtbild prägen.

## Geografie

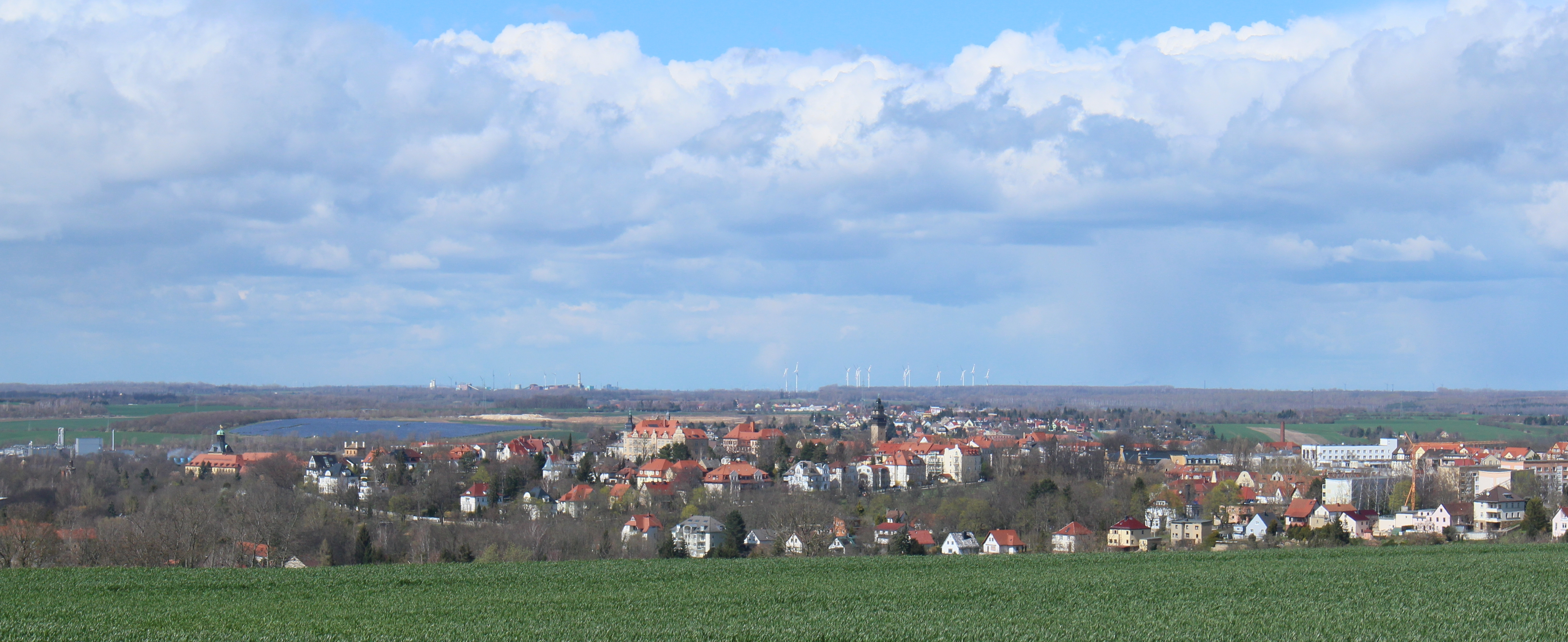
Blick über Zeitz

### Geografische Lage
Zeitz befindet sich im äußersten Süden Sachsen-Anhalts. Die Stadt liegt etwa 40 Kilometer südlich von Leipzig und 25 Kilometer nördlich von Gera. Die Kernstadt gliedert sich in die Unterstadt an der Weißen Elster und die Oberstadt am und auf dem Berg. Das Stadtgebiet grenzt im Südosten an die Landesgrenze nach Thüringen.

### Stadtgliederung
Die Stadt Zeitz gliedert sich in eine Kernstadt und die im 21. Jahrhundert eingemeindeten Ortsteile. Die Kernstadt wird durch einen Abhang in die sogenannte Unterstadt in den tiefer gelegenen Bereichen an der Weißen Elster sowie die Oberstadt in den höher gelegenen Bereichen südlich davon geteilt.
Ungefähr im Zentrum der Oberstadt liegt der mittelalterliche Stadtkern, der im Straßennetz noch gut erkennbar ist. An diesen schließen sich die Vorstädte aus der Zeit der Industrialisierung an. Weiter außen liegen die DDR-Neubausiedlungen Zeitz-Ost, Völkerfreundschaft und das mit der Kernstadt verschmolzene Dorf Rasberg.
Die Unterstadt umschließend, liegen zum einen Industriegebiete, aber auch die mit Zeitz zusammengewachsenen Dörfer Aue, Aylsdorf sowie die Käthe-Kollwitz-Siedlung. Der Ortsteil Grana der Gemeinde Kretzschau ist ebenfalls Teil dieser zusammenhängenden Siedlungsfläche.
An die Kernstadt angrenzend, aber nicht vollständig zusammengewachsen, liegen die Siedlungen Kloster Posa im Osten sowie Hainichen im Südosten
Nach der Eingemeindung zahlreicher Dörfer im Zuge der sachsen-anhaltischen Gemeindegebietsreform 2009/2010/2011 gliedert sich das Gebiet der Stadt Zeitz neben der Kernstadt in die folgenden rechtlichen Ortschaften.
| Ortschaften | Ortsteile                                                                      | Anklickbare Karte |
| ----------- | ------------------------------------------------------------------------------ | ----------------- |
| Geußnitz    | Geußnitz, Wildenborn                                                           | Anklickbare Karte |
| Kayna       | Kayna, Lindenberg, Mahlen, Roda, Zettweil                                      | Anklickbare Karte |
| Luckenau    | Luckenau, Streckau, Weidau                                                     | Anklickbare Karte |
| Nonnewitz   | Nonnewitz, Unterschwöditz                                                      | Anklickbare Karte |
| Pirkau      | Neu-Pirkau, Pirkau, Schwerzau, devastiert: Döbris                              | Anklickbare Karte |
| Theißen     | Theißen                                                                        | Anklickbare Karte |
| Würchwitz   | Bockwitz, Lobas, Loitsch, Suxdorf, Stockhausen, Würchwitz, devastiert: Sabissa | Anklickbare Karte |
| Zangenberg  | Zangenberg                                                                     | Anklickbare Karte |
| Zeitz       | Zeitz, Aue, Aylsdorf, Hainichen, Kloster Posa, Rasberg                         | Anklickbare Karte |

Weitere, die Kernstadt umgebende Dörfer wie Tröglitz oder Bergisdorf gehören dagegen nicht zu Zeitz, sondern liegen aufgrund der schmalen Form des Stadtgebietes in den angrenzenden Gemeinden Elsteraue, Kretzschau und Gutenborn.

### Gewässer

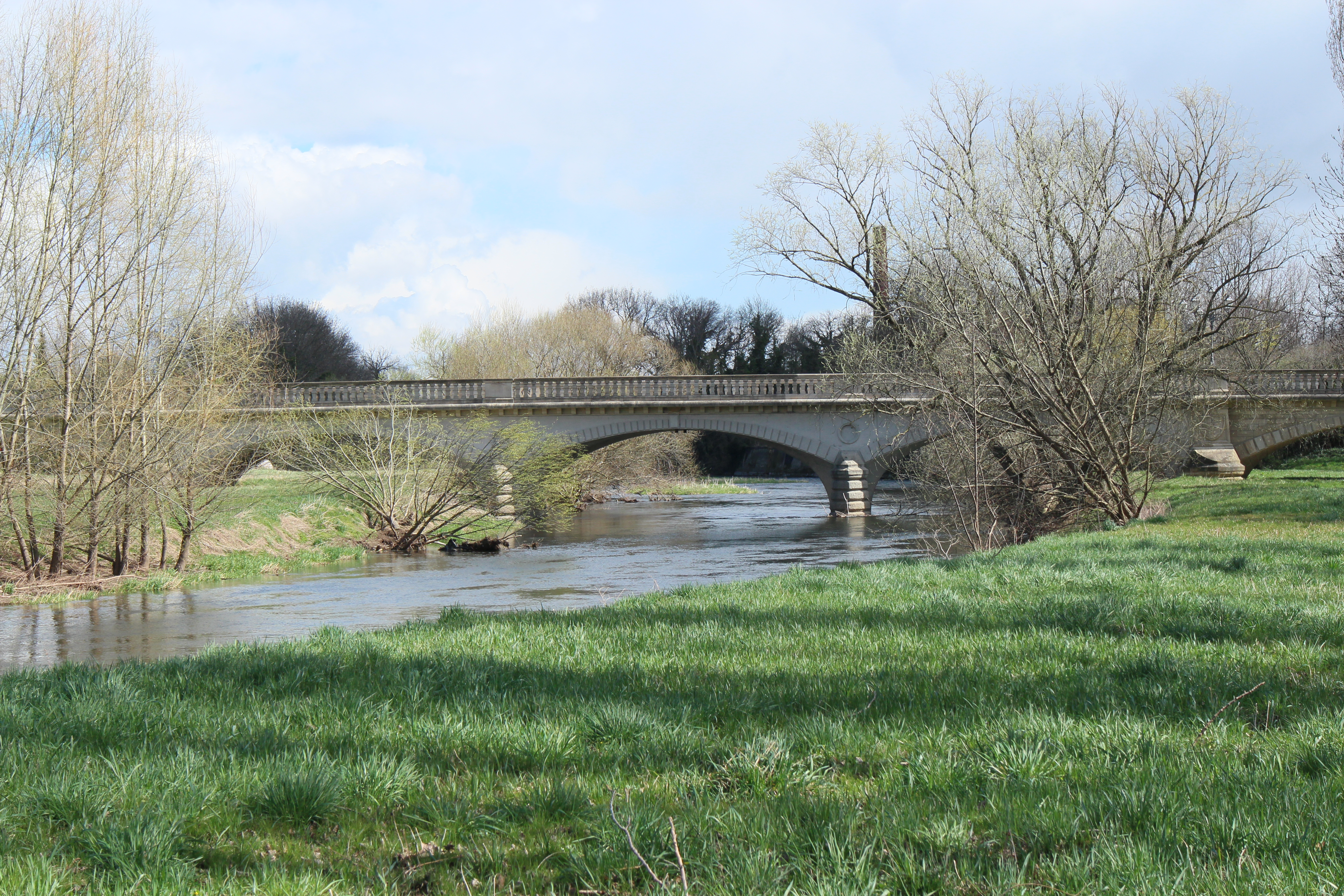
Auebrücke über die Weiße Elster in Zeitz

Zeitz liegt an der Weißen Elster. Dieser Fluss entspringt im Elstergebirge bei Asch und verlässt in Zeitz sein aus Richtung Gera kommendes Tal in Richtung Leipzig und der danach benannten Leipziger Tieflandsbucht. Die Weiße Elster trennt die Kernstadt Zeitz in zwei Teile. Nördlich der Altstadt wurde der Mühlgraben angelegt. Aufgrund wiederkehrender Hochwasserereignisse existieren in Zeitz Deichanlagen zum Schutz der Wohn- und Industriebebauung.
Außerdem führen durch Zeitz Nebenflüsse der Weißen Elster, wie die Schnauder im Südosten des Stadtgebietes sowie kleinere Bäche.
Im Nordwesten des Stadtgebietes existieren kleinere Seen in renaturierten Braunkohletagebauen. Ungefähr 10 km nördlich ist im Zuge der Einstellung des Braunkohletagebaus Profen die Anlage zweier großer Seen geplant (siehe Leipziger Neuseenland).

### Flächennutzung
Die folgende Grafik zeigt die Anteile der Flächennutzung auf dem Stadtgebiet aus dem integrierten Stadtentwicklungskonzept 2025.

### Nachbargemeinden
Angrenzende Gemeinden sind im Uhrzeigersinn die Stadt Hohenmölsen und Elsteraue im Burgenlandkreis, die Stadt Meuselwitz und Starkenberg im thüringischen Landkreis Altenburger Land sowie Schnaudertal, Gutenborn, Kretzschau und die Stadt Teuchern im Burgenlandkreis.

### Geologie

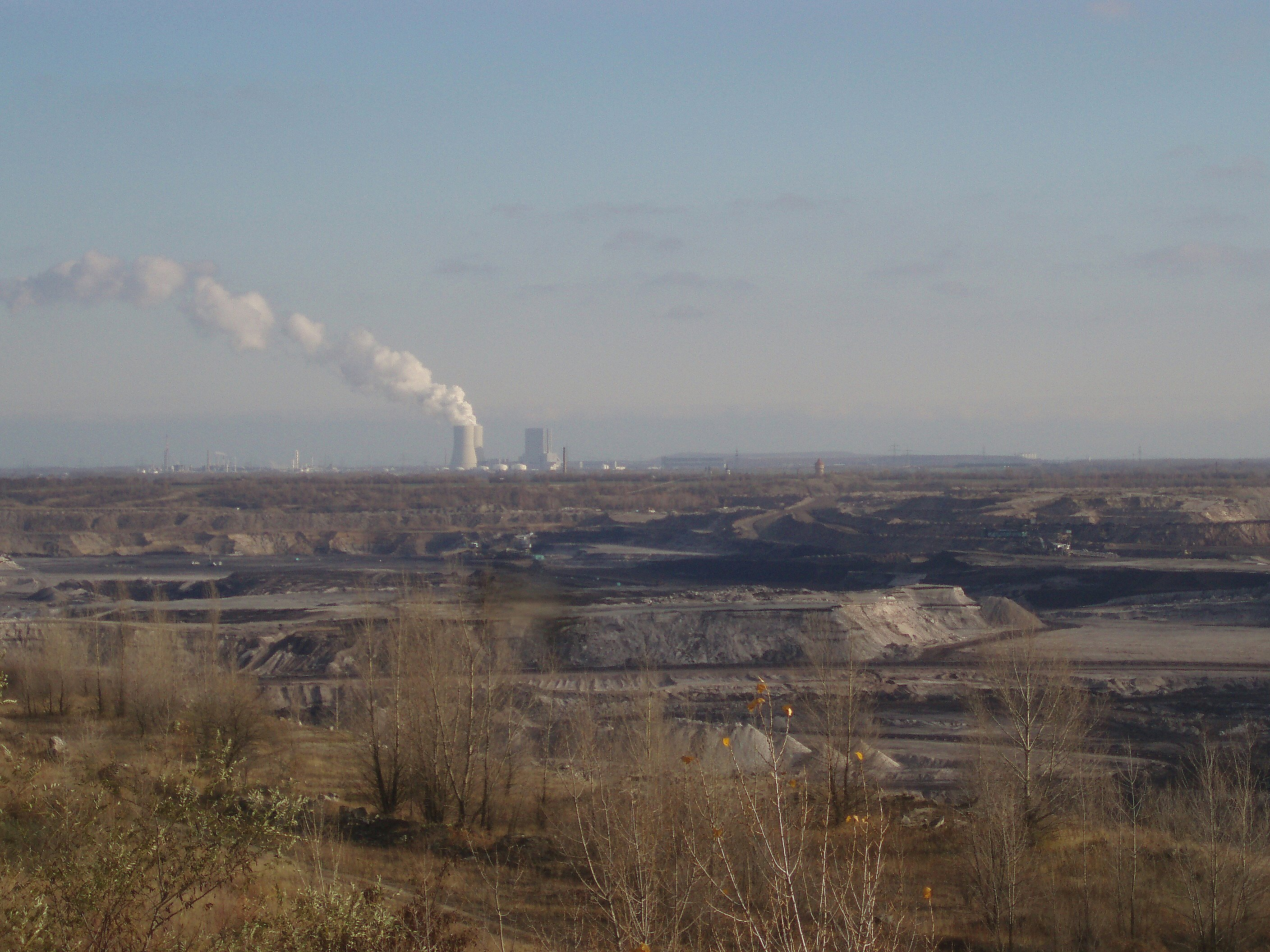
Braunkohle-Tagebau Profen

Die Stadt Zeitz gehört regionalgeologisch zur Zeitz-Schmöllner-Mulde. In dieser Einheit streichen die Schichten des unteren- und mittleren Buntsandsteins als oberste Festgesteinshorizonte aus. Überdeckt werden diese großflächig von weichsel-kaltzeitlichem Flugsand (Löß) sowie in der Aue der Weißen Elster von jüngeren fluviatilen Sedimenten wie Auelehm und Flusskies.
Für die Stadt und Region von großer Bedeutung waren und sind die tertiären Braunkohlevorkommen des Zeitz-Weißenfelser Reviers. Diese wurden und werden nördlich und östlich von Zeitz in großen Tagebauen abgebaut. Ein Teil der Kohle wurde verstromt, z. B. im 2021 stillgelegten Kraftwerk Deuben, ein anderer Teil in der chemischen Industrie des südlichen Sachsen-Anhalts verwertet. Seit Jahrzehnten ist die Braunkohleindustrie im Niedergang. Aktuell sind in der Region nur noch die Tagebaue Profen und Vereinigtes Schleenhain in Betrieb. Im Zuge des deutschen Braunkohleausstiegs sollen auch diese stillgelegt werden. Mit der Abbaugesellschaft MIBRAG verschwindet damit einer der größten Arbeitgeber der Region.
Zeitz liegt am Rande eines bis nach Tschechien reichenden Gebietes, in dem vermehrt Erdbeben auftreten können. Diese nehmen in ihrer Intensität und Häufigkeit jedoch mehr in Richtung Gera zu. Nach dem GfZ Potsdam liegt Zeitz in der Erdbebenzone 1.

### Klima
Die durchschnittliche Lufttemperatur in Zeitz beträgt 9,0 °C, der jährliche Niederschlag 564 Millimeter.

## Geschichte

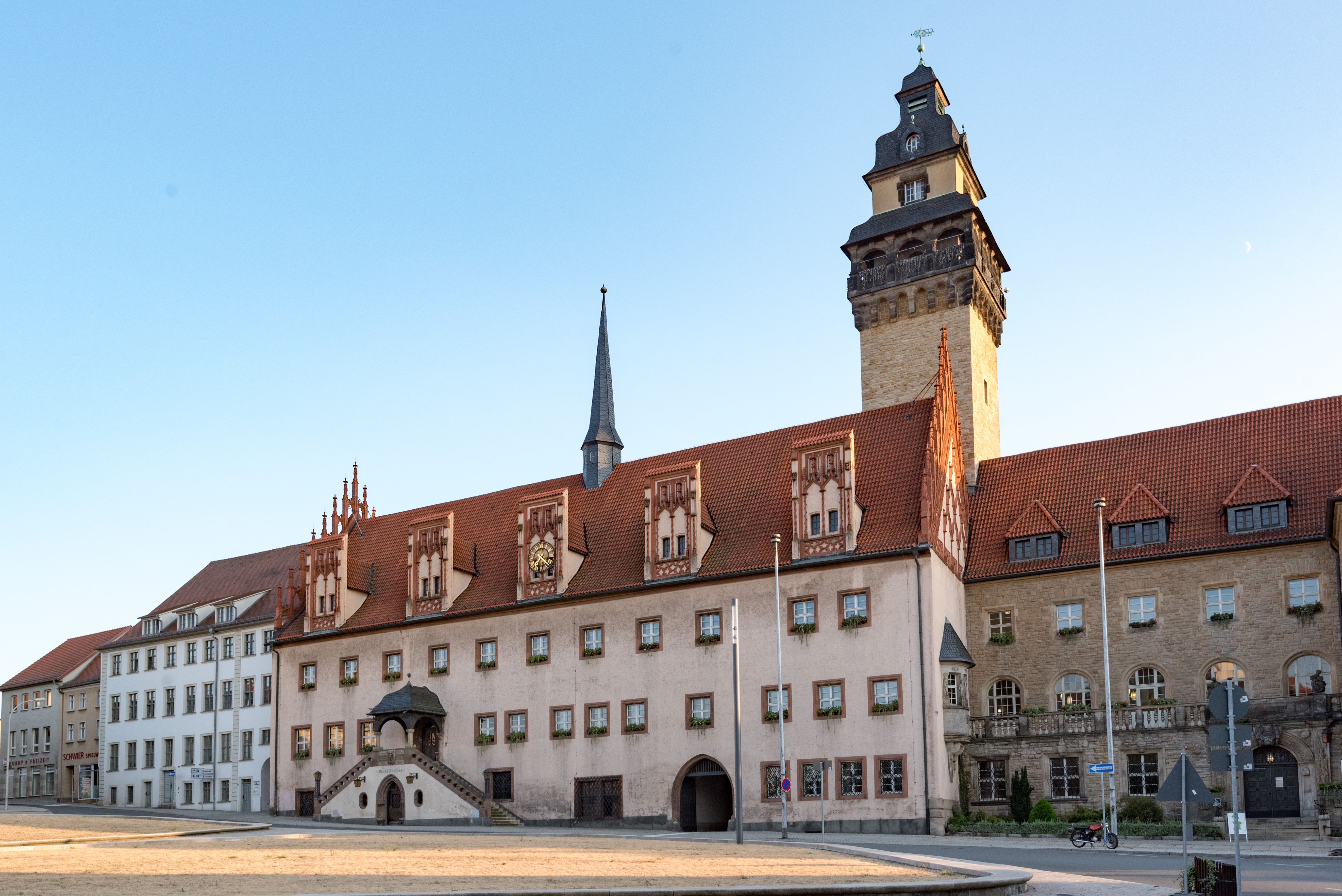
Altes Rathaus

### Vor- und Frühgeschichte
Die Region Zeitz ist nachweislich seit dem Ende der letzten Eiszeit besiedelt. Nach dem Abtauen der mächtigen Eisschilde vor ca. 150.000 Jahren, die damals das Land zwischen den Mittelgebirgen und Skandinavien bedeckten, siedelten sich Jäger- und Sammlergesellschaften an. Als ältester Fund menschlicher Besiedlung in der Region ist ein Faustkeil von Wetterzeube mit einem datierten Alter zwischen 120.000 und 250.000 Jahren zu nennen. Eine Fundstelle an der Aga bei Breitenbach überlieferte Steinwerkzeuge wie Klingen und Sichel sowie diverse Tierknochen, u. a. Hirsche und Mammute, aus einer Zeit vor 30.000 Jahren.
Aus dem Mesolithikum sind um Zeitz die ersten Reste von Wohnhütten überliefert. Es wurden ebenfalls die Reste von Hockerbestattungen ausgegraben. Bei Schloss Moritzburg und auf dem Bergsporn von Kloster Posa wurden mesolithische Steinwerkzeuge ausgegraben, die auf das 6. Jahrtausend vor Christus datiert wurden. Diese beiden Orte erlangten wegen ihrer guten fortifikatorischen Beschaffenheit in der Folge immer wieder eine Bedeutung.
Zwischen dem 6. und dem 5. Jahrtausend vor Christus wurden die Menschen um Zeitz sesshaft. Zu jener Zeit wanderten Menschen aus dem Südosten Europas nach Mitteleuropa ein, vermischten sich mit der Jäger- und Sammlerbevölkerung und es entstand eine erste Kultur, die heute so genannten Bandkeramiker. Der Name stammt von den zahlreichen überlieferten Funden von Keramiken, die mit den Abdrücken von Bändern verziert wurden. Überliefert sind von dieser die damals typischen Langhäuser mit einer Länge von ca. 50 m sowie Amphoren und Steinwerkzeuge. Im Ortsteil Zangenberg wurde ein Totenhaus ausgegraben.
Nach einer Periode, aus der es um Zeitz kaum Funde gab, folgte im 3. Jahrtausend vor Christus die sog. Glockenbecherkultur. Diese ist nach den charakteristischen, glockenförmigen Keramikbechern benannt, die in den Fundstätten zu finden sind. Die Glockenbecherkultur ist die erste Kultur in Zeitz, von der Metallfunde nachweisbar sind. So gab es Waffen und Rüstungen aus Kupfer sowie Schmuck aus Gold und Silber.

### Bronze- und Eisenzeit

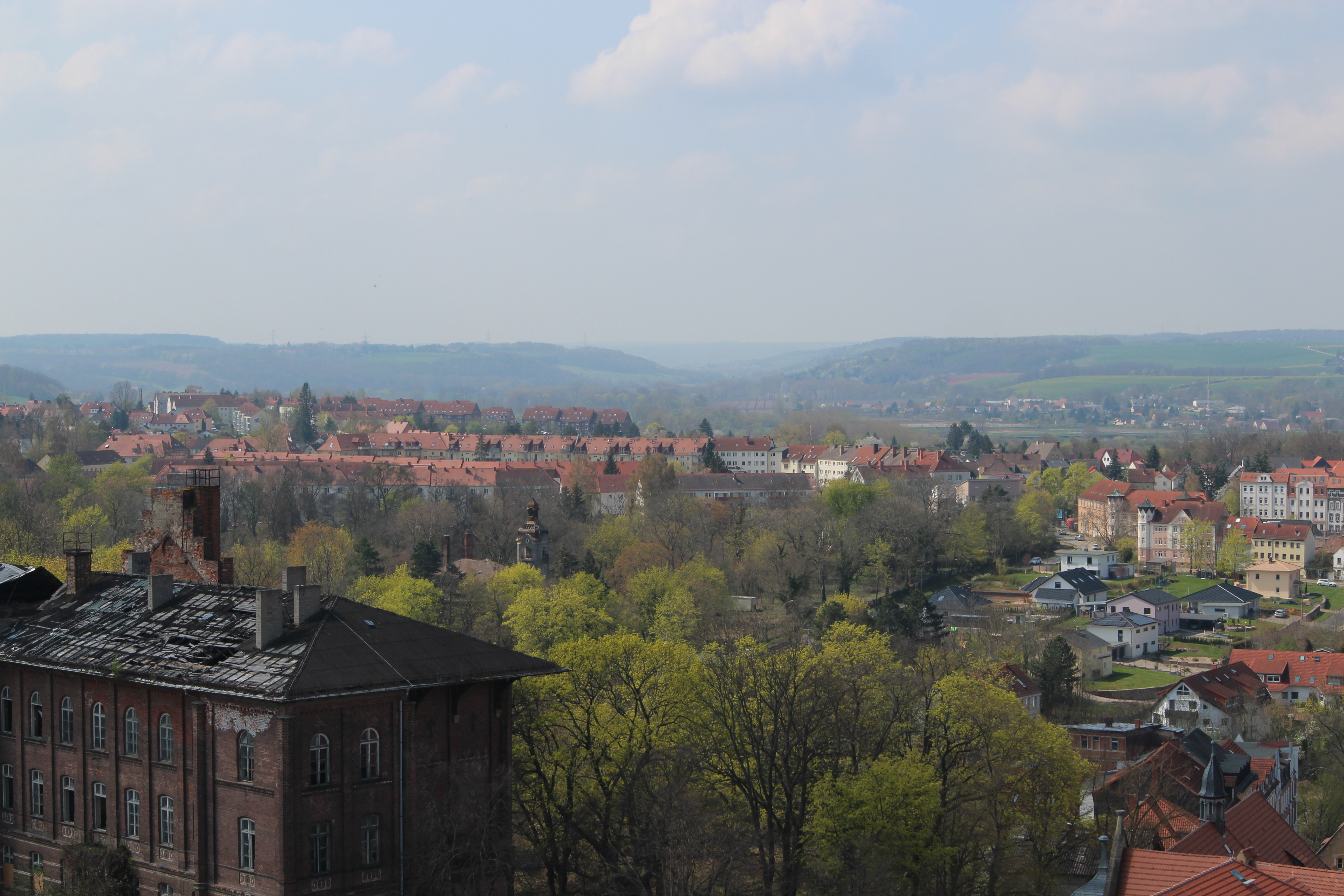
Blick auf das Tal der Weißen Elster

Zwischen 2300 und 700 vor Christus fand um Zeitz die Bronzezeit statt, d. h. die Einwohner fingen an, Kupfer und Zinn zu Bronze zu verschmelzen und daraus höherwertige Waffen und Werkzeuge zu fertigen. Aus der Bronzezeit ist regional und überregional zuerst die Aunjetitzer Kultur und später die Hügelgräberkultur überliefert, die aufwendige Hügelgräber mit reichen Grabbeigaben errichtete. Zum Ende der Bronzezeit erfolgte eine intensive Zersiedelung der Landschaft um Zeitz. Damit einher ging eine intensive Waldrodungsaktivität, wodurch die Menschen erstmals massiv ihre Umwelt umgestalteten.
Ungefähr zwischen 720 und 450 vor Christus gelangte das Wissen über Eisenmetallurgie aus dem südlichen Mitteleuropa in die Region Zeitz, wodurch die Eisenzeit eingeleitet wurde. Wie schon mit der Bronze vorher konnten durch das Eisen nochmals höherwertige Waffen und Werkzeuge hergestellt werden. Zeitz lag in der Eisenzeit im Grenzland zwischen der keltischen Hallstadt- und Latènekultur sowie der Kultur der Elbgermanen. Überliefert sind z. B. ein Halsring aus Eisen bei Kleinosida.
In den letzten drei Jahrhunderten vor Christus wurden die Kelten von den Elbgermanen weiter nach Süden verdrängt.
In der Antike lebten verschiedene germanische Völker in Mitteleuropa. Diese standen im Austausch mit dem Römischen Imperium im Süden. Dabei wurde Handel getrieben, es kam aber auch immer wieder zu kriegerischen Auseinandersetzungen. Zeitz lag in dieser Zeit im Stammesgebiet der Hermunduren, die im Tal der Weißen Elster siedelten, jedoch weniger auf der Hochfläche. Fundstellen sind u. a. aus Pötewitz überliefert. Bei Bornitz wurde ein gut erhaltener, römischer Bronzeeimer gefunden, der durch den Handel in die Region gelangte und als Graburne zweckentfremdet wurde.

### Frühmittelalter

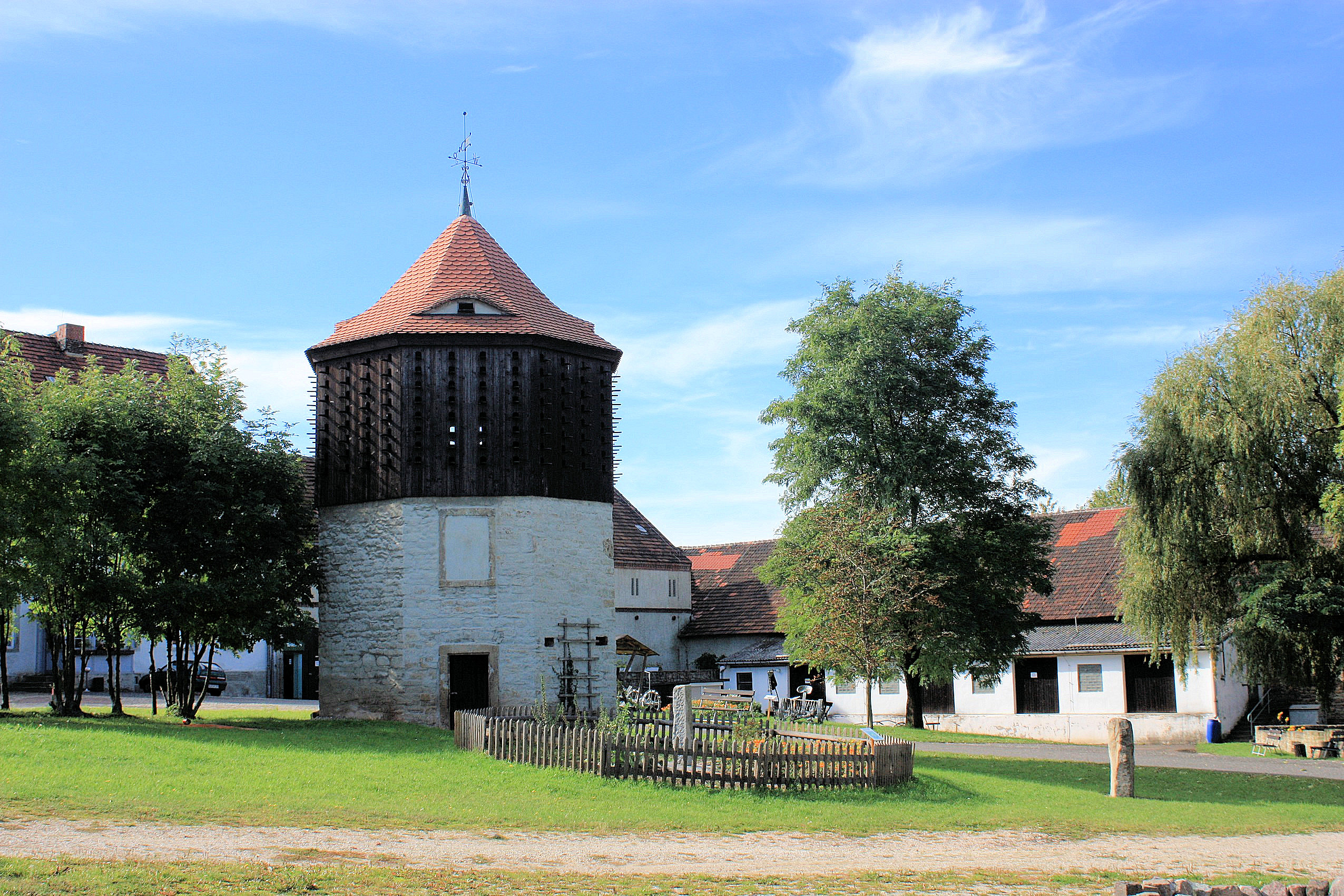
Kloster Posa

Das Gebiet um Zeitz gehörte dem Reich der Thüringer an. Im Jahr 531 kam es bei Burgscheidungen (Unstrut) zu einer Schlacht zwischen sächsisch-fränkischen und thüringischen Heeren, in deren Folge der südliche Teil des Thüringerreiches in das Frankenreich eingegliedert wurde. Im Raum östlich der Elbe-Saale-Linie, in dem auch Zeitz liegt, siedelten sich ab der zweiten Hälfte des 6. Jahrhunderts slawische Bauern an. Vermutlich befand sich das Stammeszentrum des Kleinstammbezirkes Puonzowa an der Stelle des heutigen Klosters Posa.
König Heinrich I. (* 876; † 936) ließ an der Stelle der heutigen Moritzburg eine Burg errichten, welche es ermöglichte, die slawische Bevölkerung zu kontrollieren.

### Zeit der Bischöfe
Auf der Synode von Ravenna im Jahr 967 wurde Zeitz erstmals urkundlich als Cici erwähnt (es sind aus anderen Dokumenten mehr als 30 weitere Namensvariationen bekannt), als Kaiser Otto I. (912–973) und Papst Johannes XIII., zum Zweck der Christianisierung der slawischen Bevölkerung und weiterhin zur Festigung der deutschen Herrschaft, die Gründung des Erzbistums Magdeburg sowie des Bistums Merseburg, des Bistums Meißen und des Bistums Zeitz beschlossen. Die Vorarbeit zur Gründung des Bistums leistete seit 950 der Mönch und Missionar Boso aus dem Benediktinerkloster St. Emmeram durch eine „unablässige“ Missionierung der ansässigen Slawen. Im Dezember 968 wurde Hugo I. (968–979) als erster Zeitzer Bischof geweiht, wodurch Zeitz zum Bischofssitz wurde. Der Bischof erhielt 976 von Kaiser Otto II. die Stadt Zeitz als Geschenk.

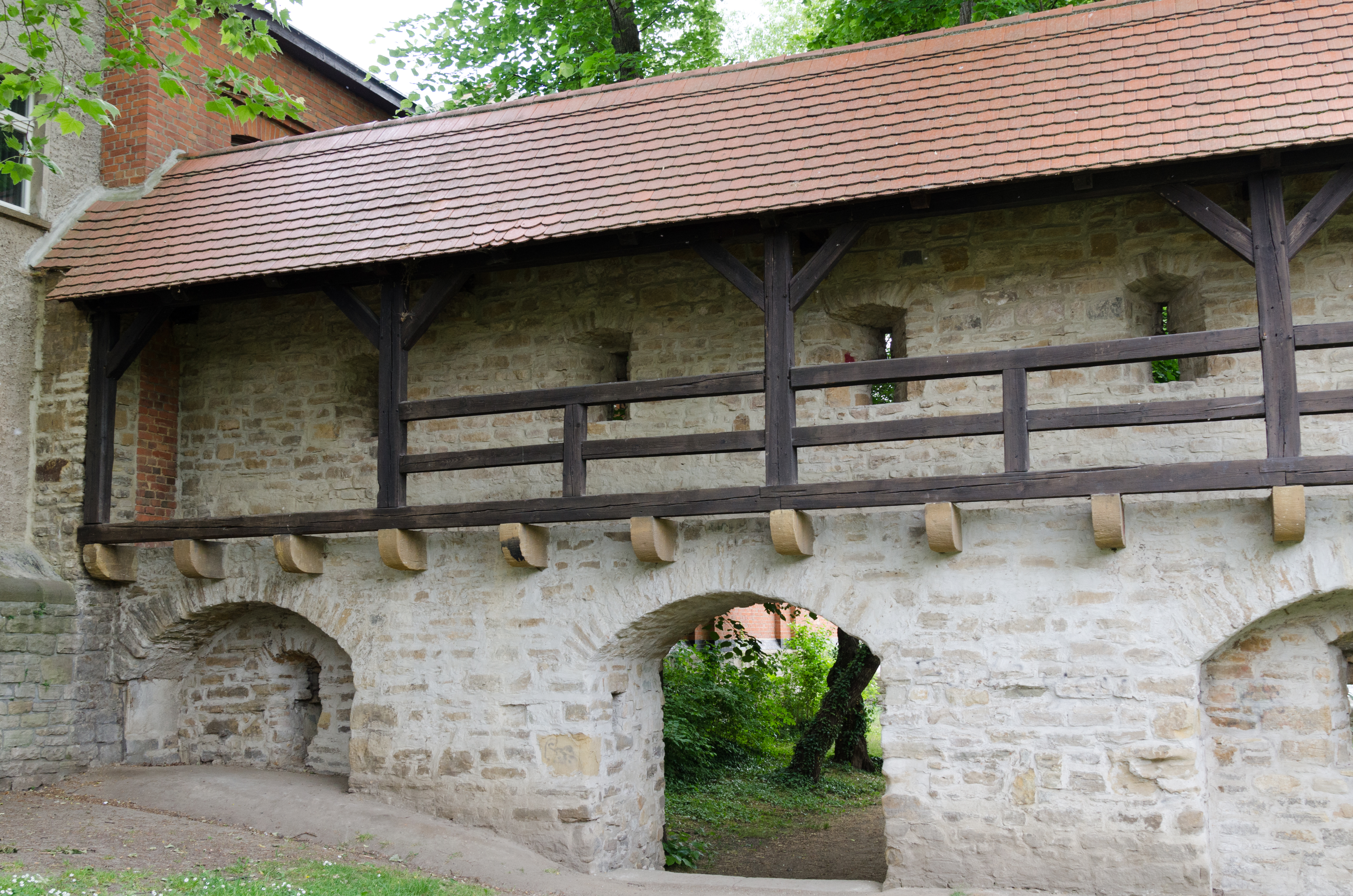
Teil der ehemaligen Stadtmauer

Von 1028 bis 1032 wurde aufgrund des permanenten Bestrebens der Ekkehardiner mit päpstlicher Genehmigung der Bischofssitz von Zeitz nach Naumburg verlegt. Dies änderte sich Ende des 13. Jahrhunderts, als die Bischöfe erneut Zeitz zu ihrem Wohnsitz wählten, jedoch weiterhin in Naumburg gewählt und ernannt wurden. Mit dem Tod des Bischofs Julius von Pflug 1564 wurde das Bistum, nach circa 600 Jahren Bestand, aufgelöst. An die Zeit des Mittelalters erinnert heute vor allem die in Teilen sehr gut erhaltene städtische Befestigungsanlage mit Stadtmauer und dazugehörigen Wehranlagen sowie mehreren Stadtmauertürmen.
Im Dreißigjährigen Krieg wurde die Burganlage mehrfach belagert und die Bischofsburg schließlich Ende 1644 durch schwedische Truppen zerstört.

### Zeit der Herzöge
Durch das Testament von Johann Georg I. (Sachsen) aus dem Jahr 1652 wurde die Aufteilung von Kursachsen unter seine vier Söhne festgelegt. Dadurch entstanden die Sekundogenitur-Herzogtümer Sachsen-Merseburg, Sachsen-Weißenfels und Sachsen-Zeitz. Damit entstand folgende Erbfolge: der älteste Sohn, der spätere Großvater Augusts des Starkens, übernahm die Erblande sowie die Kurwürde und verblieb damit mit seiner Residenz in Dresden. Der jüngste Sohn, Moritz, übernahm 1653 zunächst die Administration über das Stift Naumburg-Zeitz. 1656 verstarb sein Vater und er übernahm, gemäß dem Testament, die Regierung des Herzogtums Sachsen-Zeitz.

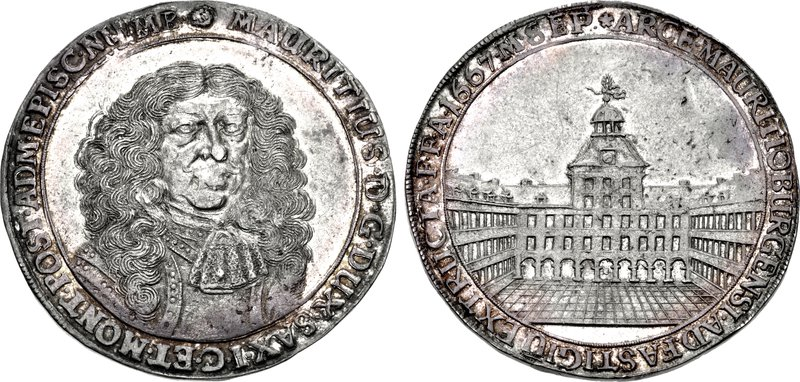
Herzog Moritz von Sachsen-Zeitz, Taler auf den Bau von Schloss Moritzburg in Zeitz von 1667

Auf den Grundmauern der zerstörten Bischofsburg wurde, unter Leitung des fürstlich-sächsischen Landbaumeisters Johann Moritz Richter (1620–1667), später von seinem Sohn Johann Moritz Richter (1647–1705), die barocke Residenz Moritzburg an der Elster erbaut. Die Bauzeit betrug 21 Jahre, vom 19. März 1657 bis 1678. Auf die Erbauung ließ Moritz den Taler auf den Bau von Schloss Moritzburg in Zeitz prägen. Weiterhin wurden in dieser Zeit viele barocke Bauwerke errichtet, die noch heute das Stadtbild prägen. Das Palais Brühl 11 wurde von Veit Ludwig von Seckendorff bewohnt, der Kanzler unter Herzog Moritz war. Er ließ das Gebäude im barocken Stil umbauen und erweitern.
1718 starb Herzog Moritz’ einziger Sohn, Herzog Moritz Wilhelm. Damit fiel, nach nur 69 Jahren, gemäß den Auflagen des Testaments Johann Georgs I., das Herzogtum Sachsen-Zeitz an das Kurhaus Dresden zurück. Nach den Napoleonischen Kriegen fiel auf Beschluss des Wiener Kongresses 1815 fast das gesamte Stiftsgebiet an Preußen und Zeitz wurde Sitz eines preußischen Landkreises innerhalb der Provinz Sachsen.
Mindestens bis zum ersten Drittel des 19. Jahrhunderts bestand in der Stadt das zuletzt weltliche Kolligiat-Stift Zeitz, an der Spitze dort ein zumeist adeliger Grundbesitzer als Dekan. Übermittelt ist ein Vertreter der briefadeligen Familie von Kutzschenbach; heute in Trägerschaft der Vereinigten Domstifter.

### Industriegeschichte

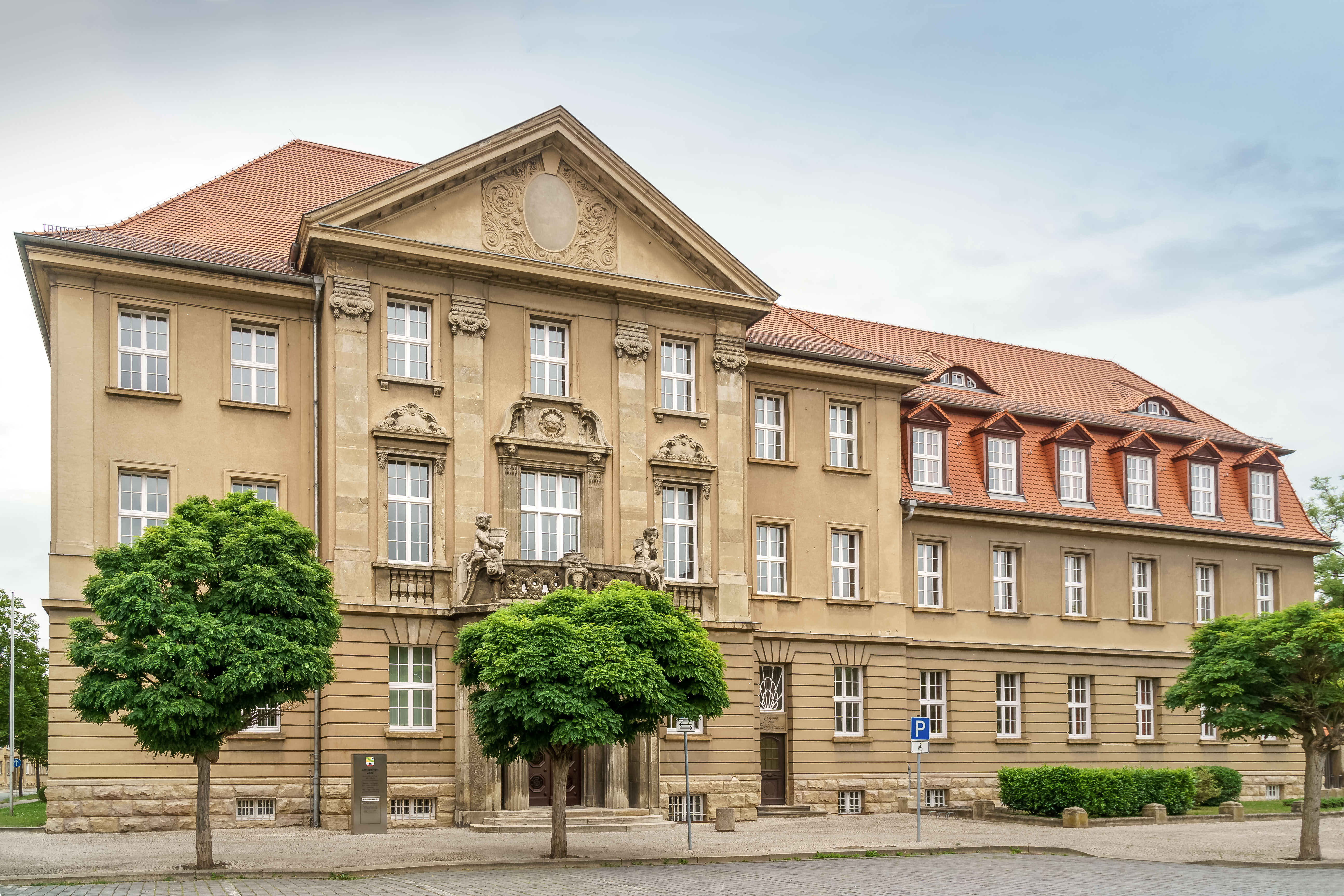
Amtsgericht Zeitz

Zeitz stellt eine alte Industriestadt mit ehemals stark diversifizierten Produktionslinien dar. Schon im Mittelalter (Zeit der Bischöfe) waren in Zeitz mehrere Wassermühlen in Betrieb, z. B. die Hanfmühle und die Blankenmühle am Rothebach, deren Gebäudereste man heute noch finden kann. Außerdem gab es die Ober- und Mittelmühle und später die Untermühle am Mühlgraben, die immer wieder modernisiert wurden und noch bis in die 1990er Jahre arbeiteten.
1843 wurde die erste Dampfmaschine in Betrieb genommen und 1855 die Zeitzer Eisengießerei und Maschinenfabrik AG (ZEMAG) gegründet, die sich mit Kohleveredlungverfahren und dem Bau von dafür benötigten Tellertrocknern, Brikettpressen und Verladeanlagen befasste. Die später entstandenen Industriezweige werden in den folgenden Unterkapiteln vorgestellt.

#### Metallindustrie
Weitere Gießereien waren die Eisen- und Stahlgießerei Oswald Kunsch in Zeitz-Rasberg (1896) und die Eisengießerei Hoffmann.
Die Firma Hubertus Raab Maschinen- und Motorenbau aus Zeitz wurde zu ihrer Zeit zur deutschen Spitze der deutschen Maschinen- und Motorenbaufirmen gezählt.
Es wurden Kessel vom Unternehmen Dampfkesselbau Schumann hergestellt. Das Unternehmen Göcker fertigte Werkzeugmaschinen an.

#### Entwicklung des Eisenbahnknotens

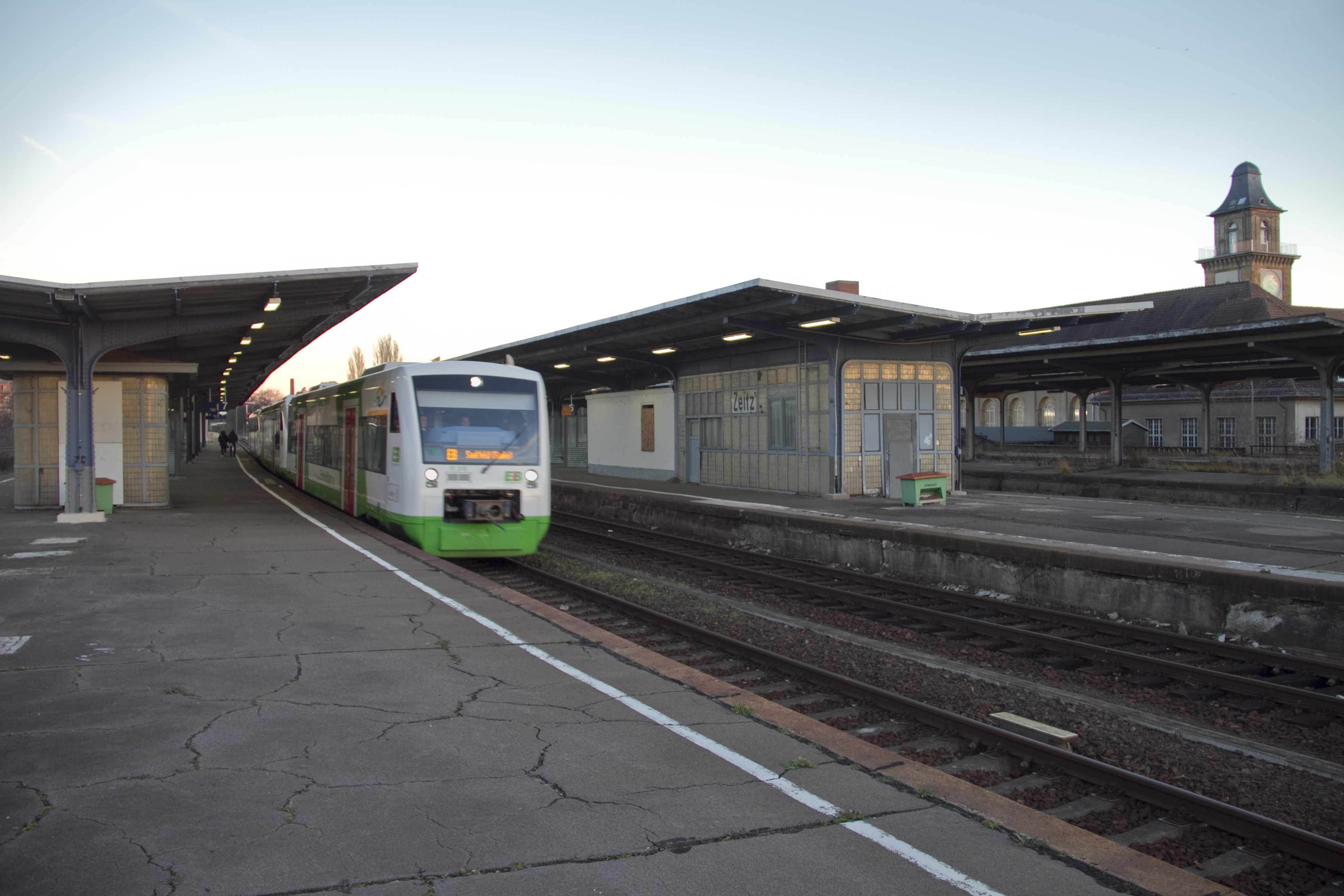
Bahnhof Zeitz

1859 erhielt Zeitz erstmals eine Verbindung an die Eisenbahn von Weißenfels nach Gera (siehe Bahnstrecke Weißenfels–Zeitz). Im Jahr 1872 folgte der Anschluss nach Altenburg, 1873 nach Leipzig und schließlich 1879 nach Camburg. Dabei entwickelten sich dem damaligen Zeitgeist entsprechend durch die Besitzverhältnisse der Bahnstrecken in der Stadt drei Bahnhöfe: der Sächsische Bahnhof (nach Altenburg), der Thüringer Bahnhof (nach Gera und Weißenfels) und der Camburger Bahnhof (nach Camburg/Saale). Der Sächsische Bahnhof befand sich in etwa an der Stelle des späteren Bahnwerks am heutigen Zeitzer Güterbahnhof, der Thüringer, später Preußische Bahnhof befand sich nur wenige Meter östlich des heutigen Bahnhofs und der Camburger Bahnhof lag zwischen Thüringer Bahnhof und der Weißen Elster. Im Zuge der Umbauarbeiten in den 1910er Jahren wurden die Bahnhöfe zum heutigen Bahnhof (siehe Bahnhof Zeitz) zusammengeführt und der Gleisplan grundlegend erneuert. Die Bahnübergänge in der Schäde- und Donaliesstraße wurden durch Unterführungen ersetzt. Außerdem wurde dabei die höhengleiche Kreuzung der Strecke Zeitz – Camburg, mit sämtlichen Gleisen des Bahnhofs, durch eine Brücke ersetzt. Die Güterzugstrecke Zeitz – Maßnitz – Tröglitz wurde dabei außerdem angelegt. Zuletzt wurde für den Güterverkehr der im Norden von Zeitz befindliche Güterbahnhof in seiner heutigen Form errichtet, mitsamt Güterabfertigung und Bahnwerk. Auch die Bahnpost und ein Großteil der Stellwerke wurden bei dieser Baumaßnahme neu gebaut.

#### Presse- und Medienbetriebe
Der wirtschaftliche Aufschwung der Gründerjahre führte in Zeitz zur Gründung von Druckereien, wie die Druckereien Schieferdecker (1841), die über ihre Nachfolger C.Brendel, Kratzsch sen. und jun. seit 1942 Druckerei Blochwitz heißt und noch heute besteht. Dazu gab es die Gebrüder Dathe (1889), die Druckerei Gutenberg (1891) und die Genossenschaftsdruckerei (1910), die die Zeitung „Der Volksbote“ herausgab. Im Jahre 1889 gründete der Zeitungsverleger Reinhold Jubelt seine Druckerei, die die Zeitzer Neuesten Nachrichten als Zeitung für Zeitz und Umgegend herausgab. Die älteste Zeitzer Zeitung wurde 1801 gedruckt. Seit 1825 hieß diese dann das „Zeitzer Kreisblatt“ und seit 1864 die „Zeitzer Zeitung“.
In den drei später gebauten Filmtheatern Capitol, Metropol und Zentralhalle konnte die Zeitzer Bevölkerung die neuesten Kinofilme sehen. Bis 1990 existierte außerdem die Zentralhalle, das Capitol bis 1996. In der Zeit von 1954 bis 1990 wurde die Zentralhalle nach erfolgter Renovierung „Theater der Freundschaft“ genannt. Nachdem sie von 1945 bis 1947 Offiziers- und Kulturclub der sowjetischen Besatzungsarmee war, wurde sie der Stadt Zeitz, allerdings in ruiniertem Zustand, zurückgegeben.

#### Standseilbahn am Wendischen Berg
Eine dampfbetriebene Standseilbahn versorgte zur Gründerzeit am Wendischen Berg die Metallwarenfabrik Bescherer. Diese Drahtseilbahn transportierte ab 1877 mit den zwei gegenläufigen Wagen die Fuhrwerke und Personen den Berg mit einer Steigung von 9,6 % hinauf (in die Oberstadt) oder hinunter (in die Unterstadt). Sie galt zu ihrer Zeit eine Sensation in Deutschland. Die Konstruktion und der Bau der ersten Standseilbahn Deutschlands wurden von dem Zeitzer Baumeister Tretrop ausgeführt. 1960 wurde nach einer Explosion im Schornstein des Kesselhauses die gesamte Anlage demontiert.

#### Energieversorgung

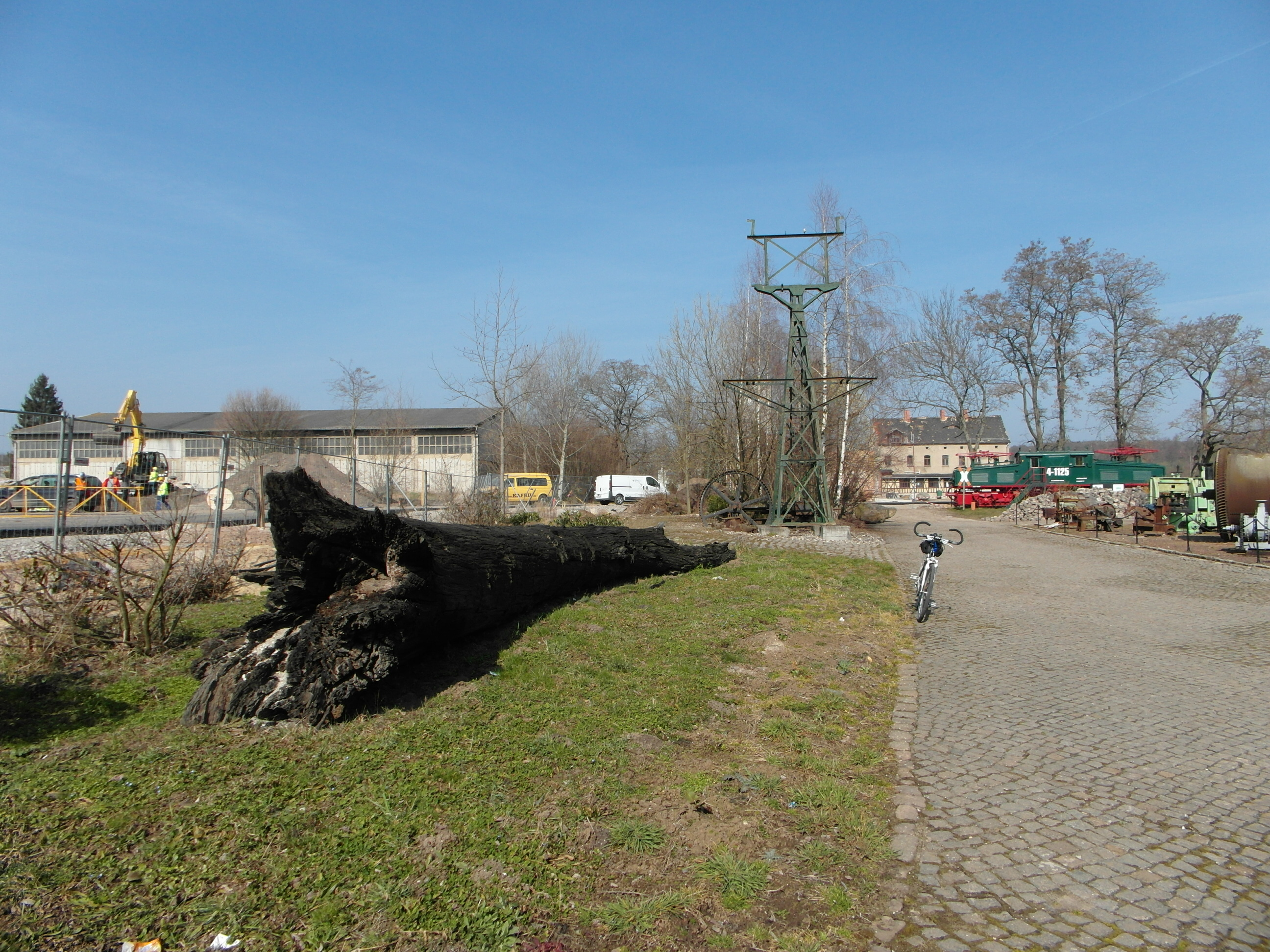
Braunkohlestamm auf Industriegelände in Zeitz

Die nahe gelegenen Braunkohlebetriebe stellten früh einen großen Anteil an der Zeitzer Energieversorgung dar. Nördlich und östlich von Zeitz befand sich das Zeitz-Weißenfelser Braunkohlerevier mit Gruben im Untertage- und Tagebaubetrieb, die den Brennstoff förderten und aufbereiteten. 1889 wurde die Brikettfabrik Herrmannschacht gegründet, die bis 1959 arbeitete und heute noch als Industriedenkmal erhalten ist sowie durch einen Verein gepflegt wird. Sie ist zugleich die älteste erhaltene Brikettfabrik der Welt. Von 1946 bis 1953 wurde der Betrieb der Gruben als Sowjetische Aktiengesellschaft (SAG) unter sowjetischer Direktion zur Erfüllung von Reparationsleistungen geführt.
Ab 1904 begann in Zeitz der zügige Ausbau einer Elektroenergieversorgung auf der Basis eines zunächst 220/440-Volt-Dreileiter-Gleichstromnetzes, was eine Modernisierung der Antriebe in Industrie und Handwerk sowie viele Unternehmensneugründungen zur Folge hatte. Bis zum Jahr 1965 wurden die letzten Teile des Gleichstromnetzes in der Stadt umgebaut und die Gleichstromversorgung beendet.

#### Klavierindustrie
Die Zeitzer Klavierindustrie mit zeitweise 30 verschiedenen Fabriken hatte ebenfalls einen großen Bekanntheitsgrad in Deutschland. Die bekanntesten waren Hoelling & Spangenberg (Friedrich Hölling wurde auch „Altmeister der deutschen Pianoforte-Industrie“ genannt.), Albert Fahr, F. Geissler, Homberg, Schmidt & Suppe, Oscar Gerbstädt, Morenz & Schemelli, E. Rübner & Co., C. Steudel, Liebig, Krietzsch und Hupfer & Comp. Pianomechaniken, dazu kamen von den Unternehmen A. Kummer, Gustav Dinger & Söhne und Pfeiffer & Bartsch. Daneben wurden bei den Unternehmen Albert Fahr (K.u.k. Hoflieferant), Gustav Köhler und Schneider & Heysel Tonmöbel, bei dem Unternehmen Pucklitzsch Kunstmöbel, beim Unternehmen Homberg Intarsien- und Kleinmöbel und beim Unternehmen Clingenstein Furniere für die Klaviere und Möbel hergestellt.

#### Holzwaren und Kinderwagenindustrie

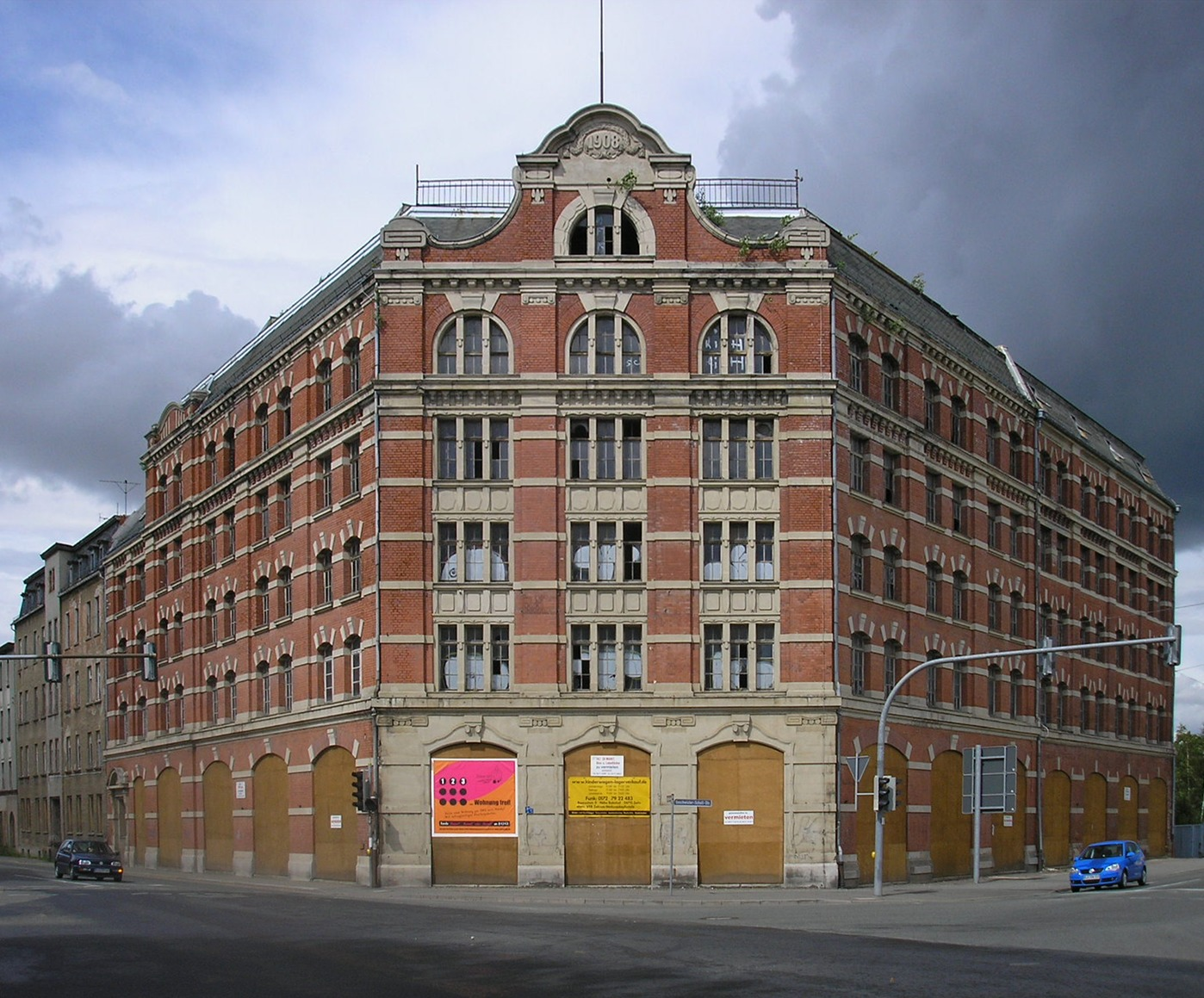
Hauptgebäude der Näther’schen Fabrik

Auch die Zeitzer Holzwaren- und Kinderwagenindustrie wurde über die Stadt hinaus bekannt. Bedeutend war in der Zeit der Bildung dieses Industriezweigs der Stellmachermeister Ernst Albert Naether, der das Unternehmen E. A. Naether gründete. Weitere Unternehmen dieses Industriezweigs in Zeitz waren Opel & Kühne, Haesselbarth & Storm, „Thuringia“, „Saxonia“ (Eduard Pfeiffer), Feiner, Germania, Gärtner und Wünsch & Pretzsch („Phönix“). Kinderwagenausstattungen kamen von den Firmen Paul Wöllner und Jöstel. Die Firma W.Otto Wolf fertigte Posamenten, Bänder und Borden. Die Räderfertigung erfolgte durch das Unternehmen Scharre. Nach 1945 wurde in der DDR im Zuge der Kollektivierung das Unternehmen E. A. Naether enteignet und durch Beschluss der damaligen Regierungsstellen die VVB Kinderfahrzeuge aus den Unternehmen Naether, Opel, „Saxonia“ und Feiner gebildet. Aus dieser ging in der weiteren Entwicklung der VEB Zekiwa hervor, der ein bedeutender Exportbetrieb in Zeitz wurde.
Möbel stellte die Möbelfabrik Ludwig Lindner her. Holzbearbeitungswerkzeuge und -maschinen für diese Firmen kamen von der Firma Kneisel aus Zeitz. Die große Nachfrage nach Batterien zu Beginn des 20. Jahrhunderts wurde von der Batterieelemente- und Fliegenfängerfabrik Uhrbach & Reinhold und von der Batterie- und Rückstrahlerfabrik Etzold & Baeßler gestillt.

#### Lebensmittelindustrie

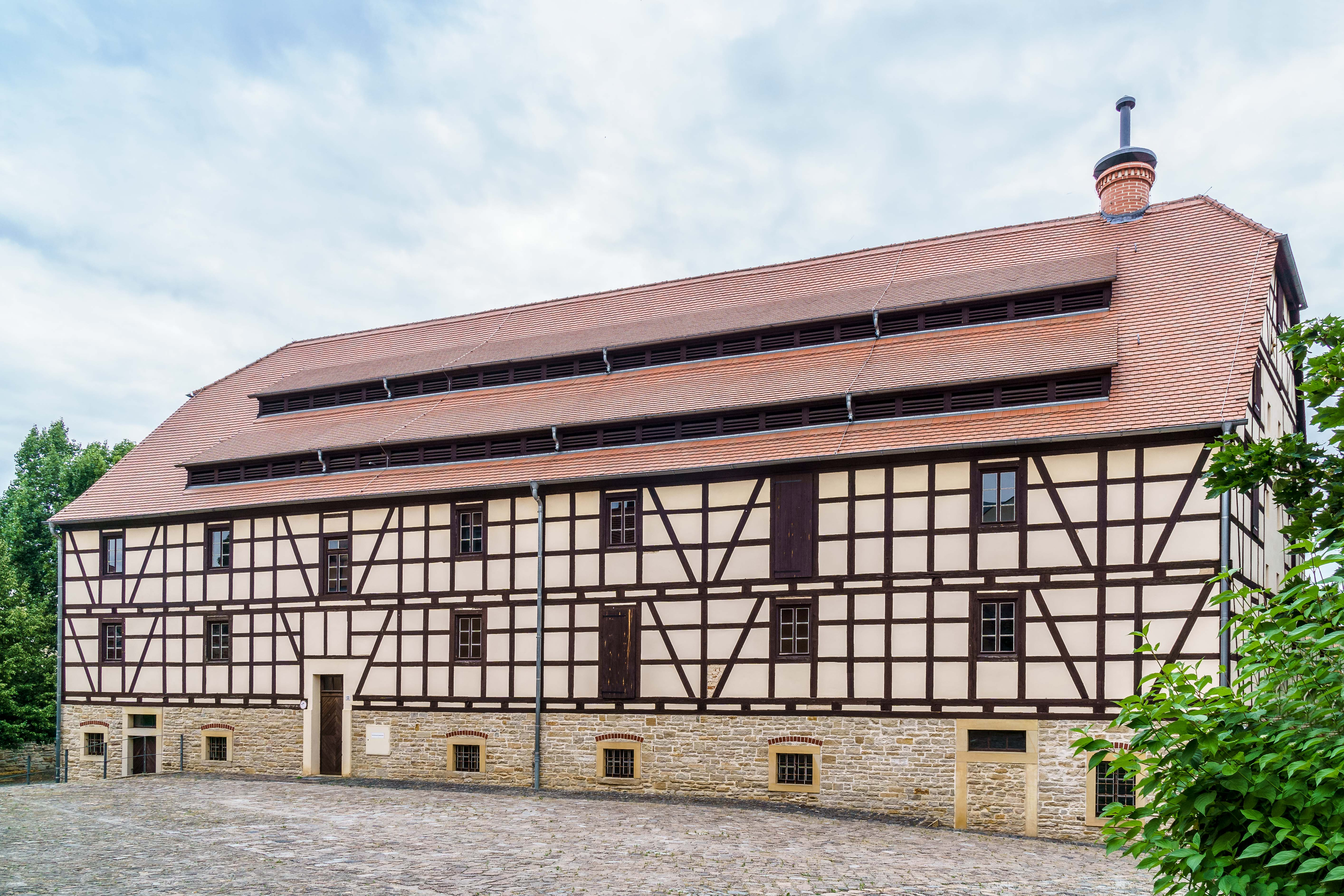
Alte Mälzerei von 1812, Bauzeuge der Bierbrauerei in Zeitz

Frühe Lebensmittelbetriebe waren die Unternehmen Max Emmerling (Herstellung von Nährzwieback und Teigwaren), W. R. Clingestein (Essig- und Spritfabrik) und Fröhlich & Co. (Konservierung von Gemüse und Herstellung von Essigessenz).
Aus einer Vielzahl von Bierbrauereien ging die Brauerei Oettler als größte und modernste Brauerei hervor, die auch der Konkurrenz der Köstritzer Schwarzbierbrauerei und der Riebeck-Brauerei aus Leipzig im Kampf um den Zeitzer Biermarkt standhielt.
Limonaden wurden in den Unternehmen Nägler und Büchner hergestellt. Süßwaren- und Schokoladenherstellung betrieben die Betriebe Oehler und Oehmig - Weidlich. Das Unternehmen Oehler wurde nach 1952 in den VEB Zetti überführt und erreichte einen großen Bekanntheitsgrad in Europa. Nach 1952 wurden Oehmig & Weidlich und Thieme als VEB Zitza zusammengefasst, der mit Haartönungsprodukten im Ostblock bekannt wurde.

#### Stoff und Stoffdruck
Das wahrscheinlich älteste Unternehmen in Zeitz ist die Stoff- und Kattundruckerei Scheube & Brehme, die seit Mitte des 19. Jahrhunderts im Besitz der Familien war und bis 1972 privat und nach der Verstaatlichung durch die DDR als VEB Wäscheunion bis 1990 produzierte. Wäschedrucke in modernen Druckverfahren waren ein Exportartikel besonders in das westliche Ausland. Ebenfalls produzierte die Firma F,B,Casiraghi, Mitte des 19. Jahrhunderts Garne und Stoffe, stellte aber nach Jahren die Produktion ein. Beide Unternehmen nutzten das Wasser des Mühlgrabens für ihren Betrieb.

#### Weitere Unternehmen und Erster Weltkrieg

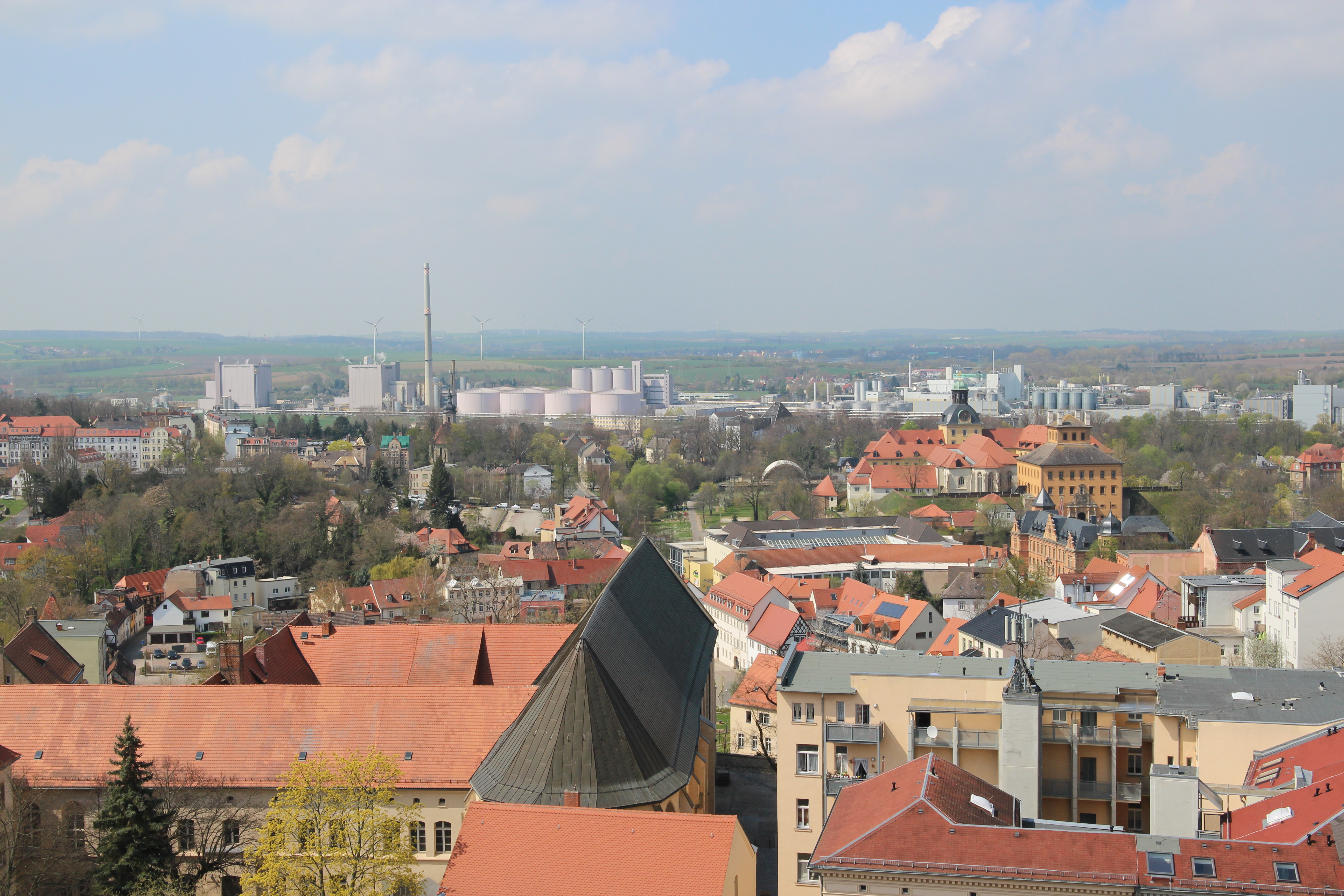
Blick auf Schloss Moritzburg, das heutige Zuckerwerk und das heutige Stahlwerk an der Weißen Elster

Das Unternehmen Thieme stellte Seifen her. Farben und Lacke wurden von dem Unternehmen Hugo Lenssen produziert. Dessen Erzeugnisse fanden unter anderem als Anstriche der deutschen Luftschiffe Verwendung, aus diesem Grunde gab es mehrfach Zwischenlandungen eines Zeppelin-Luftschiffs auf dem Feld an der Wilhelmshöhe.
Ab 1954 als VEB ZEMAG Zeitz begann eine starke Entwicklung, die in der Folge auch zur Produktion von Röhrentrocknern, Seilbaggern und Raupendrehkranen führte. 1858 wurde die Zuckerfabrik Zeitz erbaut, um in einem modernen Verfahren aus Zuckerrüben Weißzucker zu produzieren.
Eine wesentliche Zäsur im Alltag der Bevölkerung bedeutete der Erste Weltkrieg, als in zahlreichen Vergnügungsetablissements, wie auch der Wilhelmshöhe, Lazarette eingerichtet wurden.

### Ehemalige Garnison
Im 18. Jahrhundert waren in Zeitz Truppen der kursächsischen Armee untergebracht. Die preußische Armee hatte zwischen 1860 und 1870 eine Garnison in Zeitz. Bei der Aufrüstung der Wehrmacht wurden dann für das Heer 1936/1937 zwei große Kasernenneubauten an der Wiener Straße (späteren Geraer Straße) errichtet, die ab 1937 u. a. vom Artillerieregiment 84.(rechte Seite in Richtung Gera) bezogen wurden. Nach 1945 war Zeitz eine Garnison der sowjetischen Truppen (8. Gardearmee). Sie zogen 1992 ab.

### 1933–1945

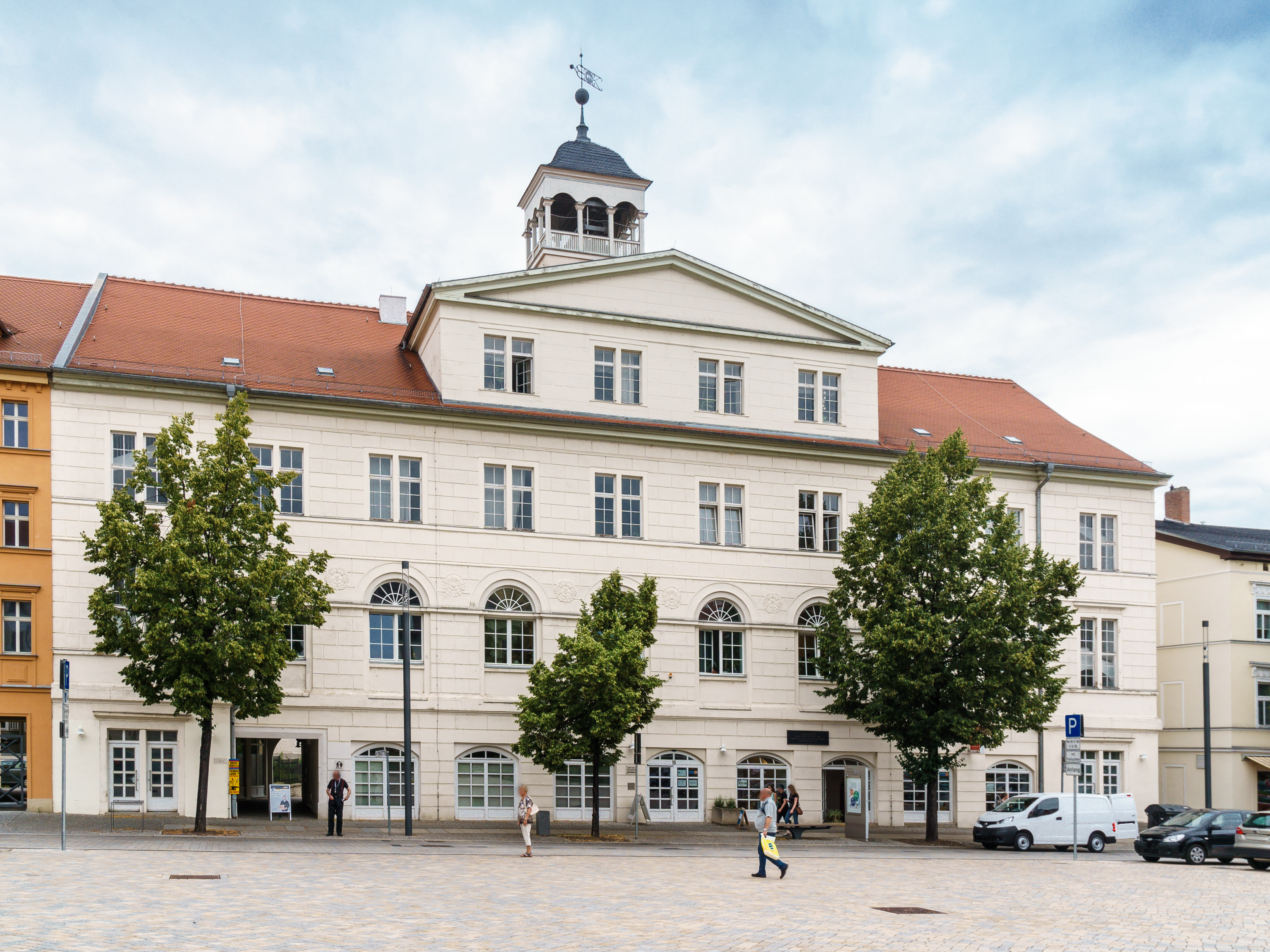
Gewandhaus am Altmarkt

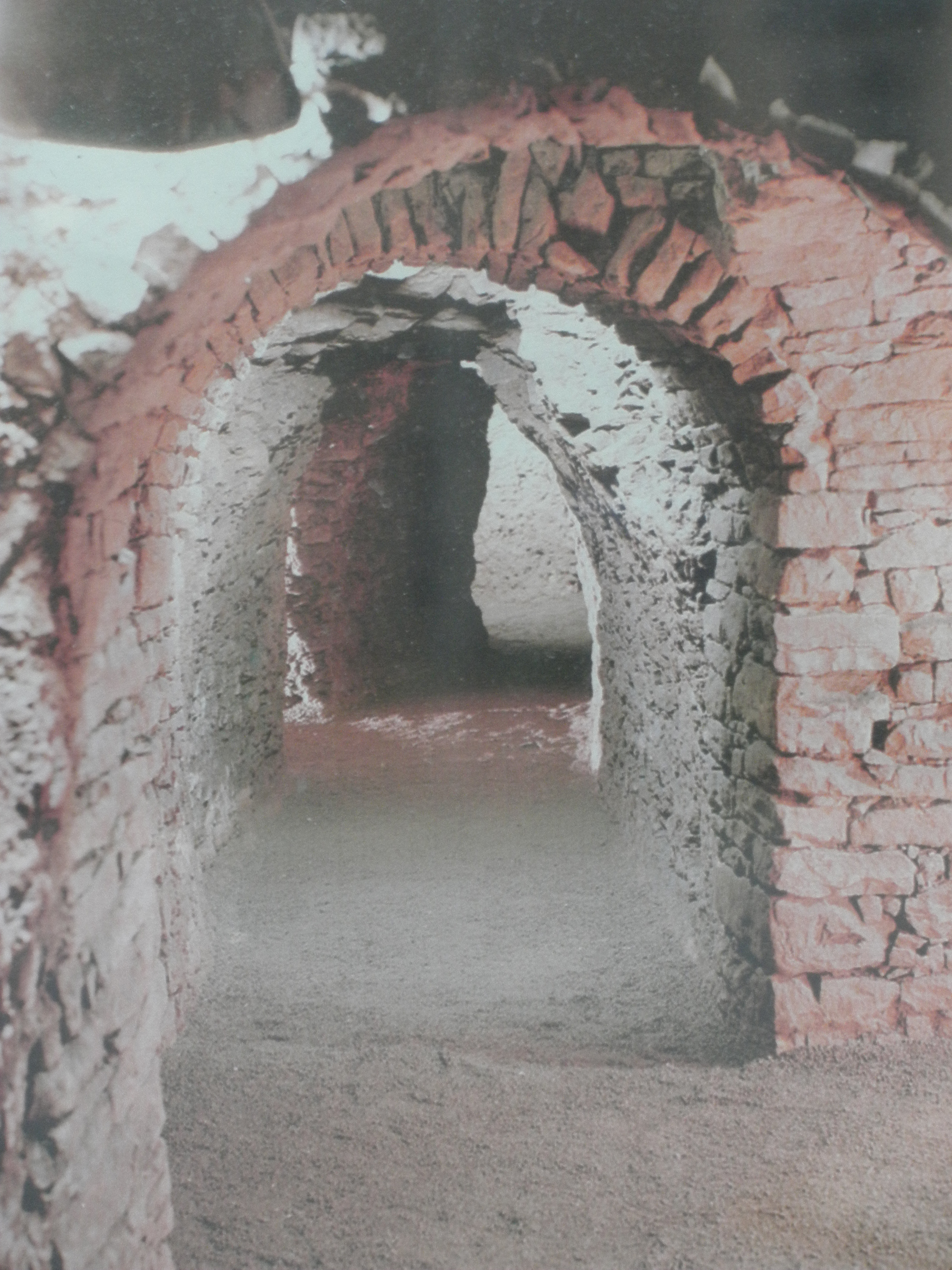
Luftschutzkeller in Zeitz

Zu Beginn der Zeit des Nationalsozialismus wurden 1934/1935 im Gewandhaus, in dem die Gestapo ihren Sitz hatte, politische Gegner aus den Arbeiterorganisationen sowie unliebsame Kritiker des Regimes interniert und misshandelt. Der Zeitzer Trommler rief zum Boykott jüdischer Geschäfte auf. In der Pogromnacht im November 1938 verwüsteten SA-Trupps die wenigen verbliebenen jüdischen Geschäfte und die Synagoge. Die Juden wurden zunächst in Schutzhaft genommen.
In den Jahren 1937/1938 baute die Brabag nordöstlich von Zeitz das Hydrierwerk Zeitz zur Herstellung von synthetischen Kraftstoffen mittels Kohleverflüssigung. Vom 5. Juni 1944 bis zum 9. April 1945 existierte in unmittelbarer Nähe zum Werk das KZ Außenlager Wille, ein Außenkommando des KZ Buchenwald.
Im Sommer 1939 intensivierte die Stadt ihren Luftschutz. Ab 1940 wurde Zeitz zur Lazarettstadt, 1942 befanden sich 450 Verwundete in Behandlung. Die Stadt hatte viele ausgebombte Familien aus Westdeutschland, Hamburg und Berlin aufzunehmen. Andererseits wurden Zeitzer Kinder im Rahmen der „Erweiterten Kinderlandverschickung“ in ländliche Regionen evakuiert.
Die ersten Luftangriffe auf Zeitz begannen am 21. Juli 1940. Von Mai 1944 bis April 1945 folgten neun weitere Bombardements, die fast alle dem Hydrierwerk Zeitz galten. Die abgeworfenen Bomben zerstörten jedoch auch einzelne Häuser in Zeitz, Tröglitz, Rehmsdorf, Torna, Göbitz und Könderitz und verursachten viele Todesopfer. Am 30. November 1944 erfolgte ein konzentrierter US-amerikanischer Bombenangriff auf die Stadt Zeitz selbst.
Noch am 10. April 1945 kam es zu einem folgenschweren Angriff von US-Jagdbombern auf Züge im Güterbahnhof, bei dem Chlorgas aus getroffenen Kesselwagen freigesetzt wurde. Am 12. April erreichten US-Bodentruppen den Raum Zeitz. Der Zeitzer Teil des Mitteldeutschen Flakgürtels versuchte vergeblich, sie im verlustreichen Erdkampf aufzuhalten. Spezialeinheiten sprengten die Brücken über die Weiße Elster. Die Stadt wurde nach Artilleriebeschuss am 13. und 14. April eingenommen. Hartnäckig verteidigt wurden bis zum 15. April die Zeitzer Kasernen.

### 1945–1990

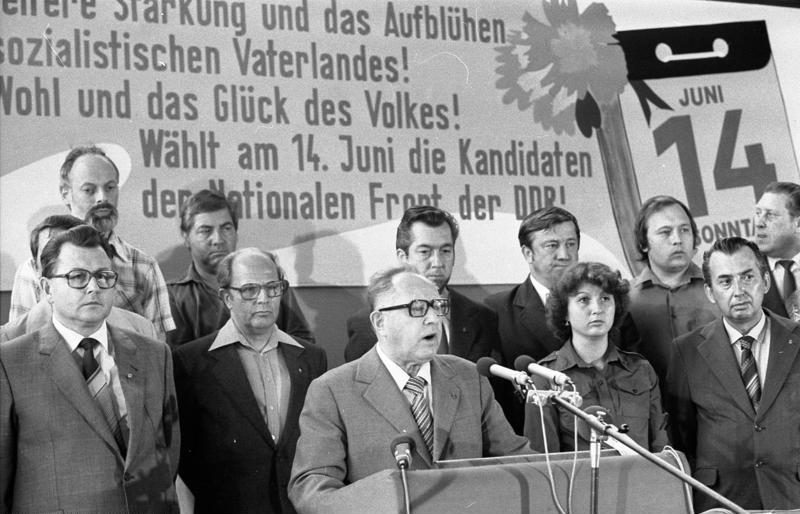
Erich Mielke, Mitglied des Politbüros des ZK der SED und Minister für Staatssicherheit, während eines Wählerforums im Juni 1981 in Zeitz

Mit der Befreiung der Stadt vom Nationalsozialismus durch die US Army im April 1945 wurde der amtierende Oberbürgermeister Hugo Ludwig Rath von der Besatzungsmacht durch den Verleger Arthur Jubelt als kommissarischen Oberbürgermeister ersetzt. Dieser wurde im Juli 1945 nach der Übergabe der Stadt an die Rote Armee des Amtes enthoben und Ende 1945 durch eine böswillige Denunziation in das Speziallager Nr. 2 Buchenwald eingeliefert, wo er verhungerte.
Zeitz hatte sehr viele Flüchtlinge und Vertriebene aus den Ostgebieten aufzunehmen. Die Wohnraumnot wurde auch durch die Beschlagnahme zahlreicher Häuser durch die Rote Armee verschärft. Diverse enteignete Villen wurden verstaatlicht, so wurde der stattliche Wohnsitz der Fabrikantenfamilie Richard Naether (Villa Steineck) als Kulturhaus „Weltfrieden“ öffentlich genutzt.
1950 wurde die seit 1901 kreisfreie Stadt Zeitz in den Kreis Zeitz eingegliedert, der ab 1952 dem neu entstandenen Bezirk Halle angehörte. Ab Mitte der 1950er Jahre entstanden in der Stadt zahlreiche Neubaugebiete, wie der Stadtteil Völkerfreundschaft. Im Jahr 1965 begann die Erschließung des Wohnbaugebietes Zeitz-Ost, der erste Stadtteil mit Fernheizung aus einem zentralen Heizwerk.
Parallel zu der verordneten Baupolitik der Staatsführung der DDR verfiel die Zeitzer Altstadt zunehmend in einem nicht mehr denkmalpflegerisch zu vertretenden Maß. Ein Prozess, der seit den frühen 1970er Jahren bis 1990 seinen Höhepunkt mit Flächenabbrüchen erreichte. Mittelalterlich geprägte Straßen wie der Brühl, die Rothe- und Scharrenstraße, das „Wochenbett“ zwischen Brühl und Steinstraße, die Domherrenstraße und die Besenstraße wurden fast vollständig ihrer historischen Bausubstanz beraubt. Sie sind heute nur noch als Fragment erhalten und stellen einen massiven städtebaulichen Missstand dar.
Am 18. August 1976 verbrannte sich der evangelische Pfarrer Oskar Brüsewitz aus Protest gegen das politische System der DDR und die Politik der evangelischen Kirche in der DDR zur Staatsführung öffentlich vor der Michaeliskirche. Sein Freitod führte zu einem Umdenken der Kirchenführung, in einem Hirtenbrief wurden danach neue kritische Standpunkte der evangelischen Kirche gegenüber der DDR-Staatsführung in allen Gemeinden verlesen. Zum Gedenken an Oskar Brüsewitz steht vor der Michaeliskirche seit 1990 eine Gedenksäule.
Bis 1989/90 bildete die Stadt einen industriellen Mittelpunkt.

### Zeitz seit 1990

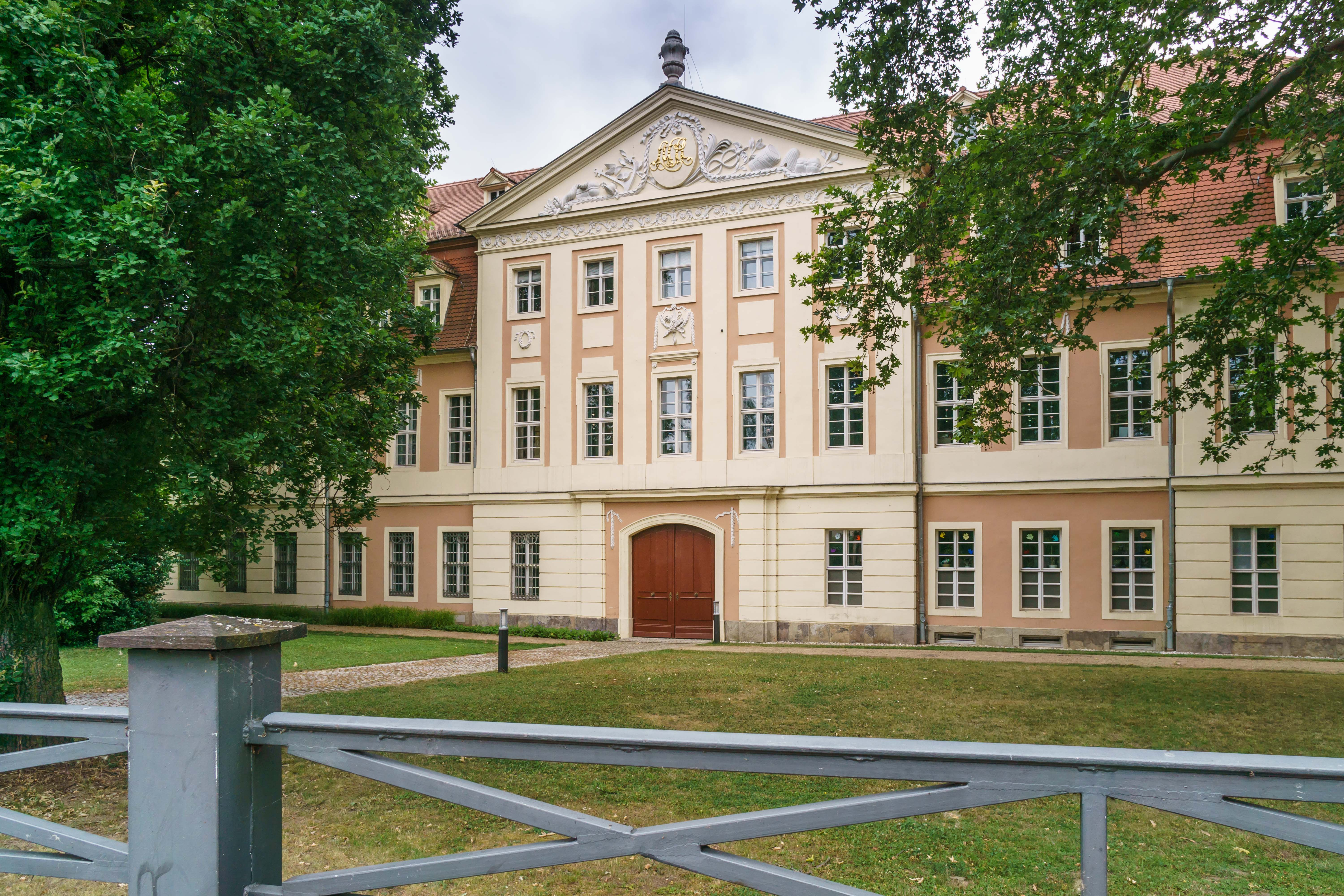
Albrechtsches Palais

Die Deindustrialisierung nach der Wiedervereinigung überstanden von den hier genannten Unternehmen lediglich die Zeitzer Zuckerfabrik, die von Südzucker übernommen wurde, sowie die Zeitzer Schokoladenmanufaktur Zetti (übernommen von Goldeck GmbH Leipzig) und die ZEMAG GmbH, die noch bis März 2004 produzierte. Nach jahrelangem Leerstand der Hallen übernahm die Zeitzer Guss GmbH, ein Tochterunternehmen von Silbitz Guss GmbH, die Betriebsstätte. Durch diesen Strukturwandel kam es ab 1990 zu einem Abbau von Arbeitsplätzen. Die Stadt verlor mehr als ein Drittel ihrer Einwohner.

#### Kreisreform; Umgestaltung der „Domfreiheit“
1994 wurde der Kreis Zeitz Teil des neuen Burgenlandkreises, wodurch die ortsansässige Kreisverwaltung aufgelöst wurde. 1996 entstand auf dem Gebiet des historischen Stadtteils Domfreiheit, der von Flächenabbrüchen der Jahre 1972 bis 1988 geprägt war, das „Brühl-Center“ mit Kino und verschiedenen Gewerberäumen. Im Jahr 2011 wurde das „Brühl-Center“ von der WBG Zeitz bei einer Zwangsversteigerung erworben, die für den Wiederbetrieb des zwischenzeitlich geschlossenen Kinos mit vier Sälen ab 13. Dezember 2012 sorgte.

#### „Pakt für Arbeit Zeitz“ und „Zeitzer Michael“
Gegen das Negativ-Image der hohen Arbeitslosigkeit gründete sich am 10. Dezember 1996 die regionale Beschäftigungs-Initiative Pakt für Arbeit Zeitz. Diesem Bündnis aus Kommunalpolitik, Gewerkschaft und Arbeitgebern gelang es 1997, in ein Förderprogramm der Europäischen Union zu gelangen. Die damit verbundene, über mehrere Jahre verteilte finanzielle Unterstützung betrug 200.000 ECU. Auf Initiative des langjährigen Oberbürgermeisters von Zeitz, Dieter Kmietczyk, entstand aus diesem Pakt und in Zusammenarbeit mit dem späteren Landrat des Burgenlandkreises, Harri Reiche, der bis jetzt (2021) bestehende, alljährliche regionale Existenzgründer-Wettbewerb Zeitzer Michael. Die Schirmherrschaft des Wettbewerbs hatten über mehrere Jahre hinweg die Ministerpräsidenten Wolfgang Böhmer und Reiner Haseloff.

#### Landesgartenschau 2004

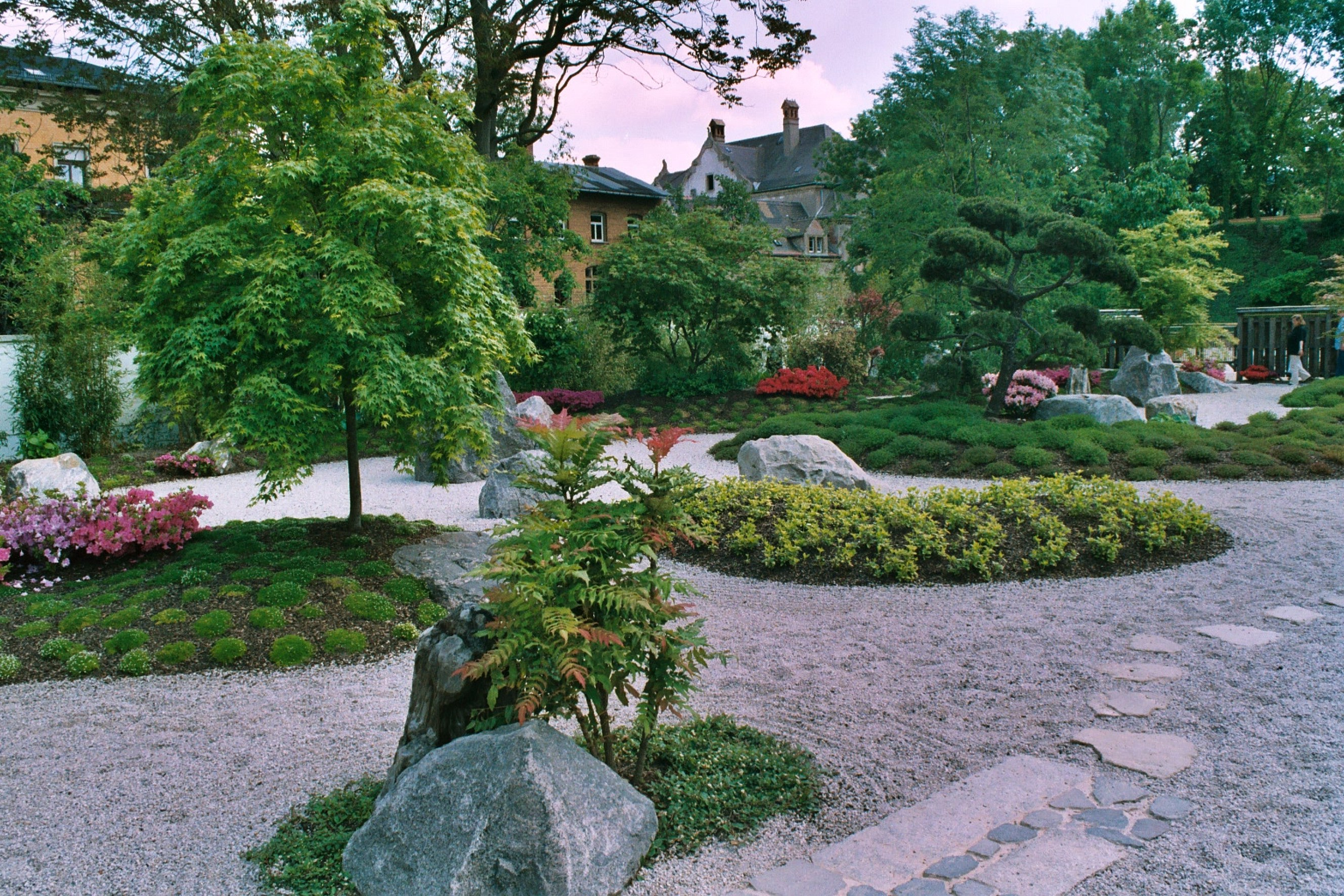
Landesgartenschau 2004

Die Stadt Zeitz war 2004 Ausrichter der 1. Landesgartenschau Sachsen-Anhalts. Deshalb wurde die gesamte Anlage und der Schlosspark um die Moritzburg neu gestaltet und die einstige herzogliche Orangerie in der Schlossstraße saniert und rekonstruiert. Industrieruinen, wie die ehemalige Brauerei Oettler und ein Teil des ehemaligen Zeitzer Betriebsteils des VEB Wäscheunion Mittweida (vormals Scheube & Brehme), sowie Wohngebäude innerhalb des Landesgartenschau-Areals wurden abgerissen. Die beiden Klinkerhallen der Wäscheunion wurden saniert und mittels eines Glasbaus verbunden. Darin fanden während der Landesgartenschau Ausstellungen statt. 2005 wurden in die Klinkerhallen Sportböden eingebaut, um sie als Sport- und Veranstaltungsstätte zu nutzen. Seit 2005 sind die Klinkerhallen Wettkampf- und Trainingsstätte der KSG Zeitz. Das Landesgartenschau-Areal wird heute als Schlosspark Moritzburg für Veranstaltungen und Konzerte genutzt. Weitere Zeitzer Sehenswürdigkeiten, die im Vorfeld der Landesgartenschau saniert wurden, sind das Albrechtsche Palais von 1782/83, das Badehaus, die Ölmühle sowie das barocke Gerberhaus Nikolaistraße 6, das zugleich letzter baulicher Zeuge des einstigen Altstadtviertels Klein-Venedig am Mühlgraben ist.

#### Demografische Entwicklung und die Folgen
Aufgrund der weiter sinkenden Einwohnerzahl werden zwecks Stützung des Mietpreisniveaus im Stadtumbau Ost Wohnblöcke, die in Plattenbaumontage im Stadtteil Zeitz-Ost errichtet wurden, aber auch Gebäude aus gründerzeitlichen Stadtvierteln verstärkt abgerissen. Auch die gerade 40 Jahre alte, nach „Fliegerkosmonaut Sigmund Jähn“ (am 14. April 1980 zu Besuch) benannte 12. POS wurde im Rahmen einer „energetischen Sanierung“ für (2,55 Mio. €) fast vollständig abgerissen. Andererseits gibt es Zuzug durch Neubürger und neue Nutzungen durch Gewerbetreibende.

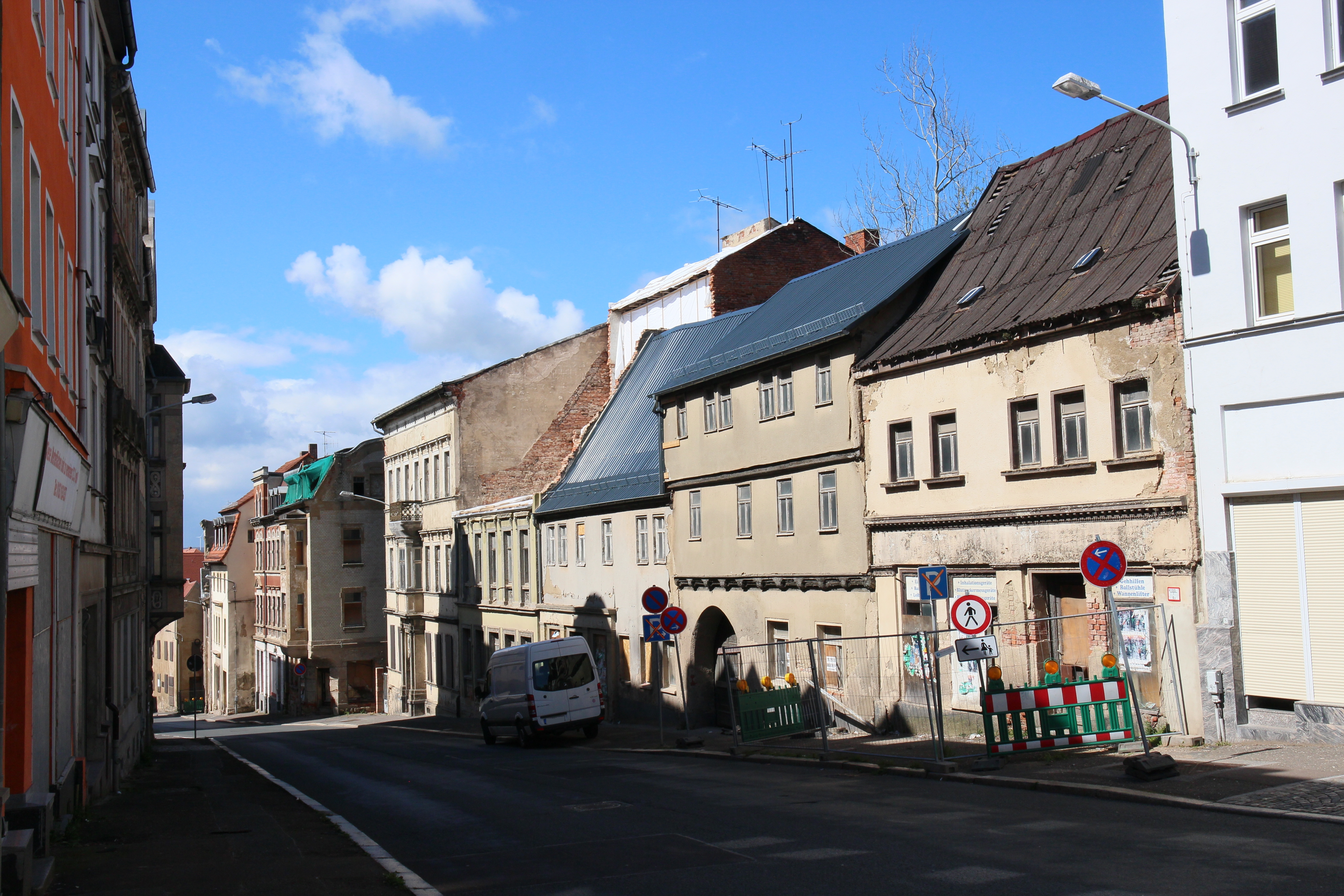
Ruinen in der Rahnestraße (2022), vor dem Einsturz

Trotz zahlreicher Sanierungs- und Rekonstruktionsmaßnahmen im Altstadtbereich nach 1990 ist das Gesamtbild der Zeitzer Altstadt weiterhin von stadtbildprägenden Abrissflächen und Ruinen gekennzeichnet, die sich vor allem im Übergang zwischen Unter- und Oberstadt befinden. In ihrer Bausubstanz stark beeinträchtigte oder gefährdete Altstadtviertel sind der Brühl, die Rothe- und Scharrenstraße, die Rahnestraße mit ihren Häusern aus mehreren Jahrhunderten, aber auch die Kalkstraße und der Nikolaiplatz. Von Leerstand und Verfall sind auch gründerzeitliche Straßenviertel wie die Freiligrathstraße und Schützenstraße geprägt. Der durch Verfall und unsachgemäße Eingriffe in die Denkmalsubstanz seit Jahren stark gefährdete Barockbau Nikolaiplatz 9, ein Gebäude mittelalterlichen Ursprungs mit Kreuzgratgewölbe, das in der Zeit des Zeitzer Herzogtums um 1680 sein heutiges Aussehen erhielt, beherbergte im 19. Jahrhundert das Zeitzer Inquisitoriat, im 20. Jahrhundert das Café Weitze beziehungsweise HOG Café Brühl und stellt zugleich die städtebauliche Eingangssituation für die Auffahrt zur Zeitzer Oberstadt dar.
Ein historisches Gebäude der Altstadt Zeitz, das zwar denkmalpflegerisch umsorgt wird, aber in seiner umfassenden Sanierung und Rekonstruktion noch nicht fertig gestellt wurde, ist der aufwändige Renaissancebau Rahnestraße 16 (im Volksmund „Baenschhaus“), der einer dendrochronologischen Untersuchung zufolge um 1565 entstand und derzeit nur als notgesichert vor weiterem Verfall gilt. In direkter Nachbarschaft ist 2022 nach längeren Regenfällen das denkmalgeschützte Barockgebäude mit der Hausnummer 14 eingestürzt, sodass der Fußweg von Trümmermassen blockiert war. Nach einer Untersuchung der Stadt Zeitz wurden der Schutt abgefahren. Wenige Wochen später wurde die Hausnummer 13 abgerissen, die nach einem Gutachten ebenfalls einsturzgefährdet war.
In den letzten Jahren wurde vor allem in der Innenstadt, im Brühl aber auch in der Schützenstraße zahlreiche Abrissmaßnahmen und Sanierungen durchgeführt. Es entstanden nach den Abbrüchen einige Neubauten.

### Eingemeindungen
Am 1. Juli 1950 wurden die bis dahin eigenständigen Gemeinden Aue, Aylsdorf und Rasberg eingegliedert.
Am 1. Juli 2009 wurden die vormals eigenständigen Gemeinden Döbris (Neu-Pirkau), Geußnitz, Kayna, Nonnewitz und Würchwitz eingemeindet. Am 1. Januar 2010 folgten Theißen und Luckenau.

## Bevölkerung

Einwohnerentwicklung von Zeitz

Die Bevölkerungszahl von Zeitz nahm mit der Industrialisierung stark zu. Bis zum Zweiten Weltkrieg hatte Zeitz 36.000 Einwohner erreicht. Kurz gegen Kriegsende stieg die Zahl sprunghaft auf 46.000 Einwohner an, da in Zeitz ca. 18.000 Kriegsflüchtlinge und Vertriebene aus den ehemaligen Ostgebieten Zuflucht fanden. Zur Zeit der DDR stagnierte die Bevölkerungszahl. Nach der Wende fand eine umfangreiche Abwanderung von einem Drittel der Bevölkerung statt. Mit Ausnahme eines kleinen Anstiegs der Bevölkerungszahl im Jahre 2011, als es zu mehreren Eingemeindungen kam, ist die Abwanderung bis heute nicht gestoppt.
| 1831 bis 1939 | 1831 bis 1939 |
| Jahr          | Einwohner     |
| ------------- | ------------- |
| 1831          | 09.769        |
| 1875          | 16.480        |
| 1880          | 18.265        |
| 1885          | 19.797        |
| 1890          | 21.680        |
| 1925          | 34.590        |
| 1933          | 35.604        |
| 1939          | 36.229        |

| 1946 bis 2000 | 1946 bis 2000 |
| Jahr          | Einwohner     |
| ------------- | ------------- |
| 1946          | 39.581 a      |
| 1950          | 46.762 b      |
| 1960          | 45.142        |
| 1981          | 44.031        |
| 1984          | 43.454        |
| 1990          | 40.012        |
| 1995          | 36.195        |
| 2000          | 32.227        |

| seit 2000 | seit 2000 |
| Jahr      | Einwohner |
| --------- | --------- |
| 2006      | 28.117    |
| 2010      | 31.556    |
| 2015      | 29.052    |
| 2020      | 27.187    |
| 2021      | 27.003    |
| 2022      | 28.194    |
| 2023      | 28.563    |
| 2024      | 28.328    |

ab 1990: Stand: 31. Dezember des jeweiligen Jahres (Angaben des Statistischen Landesamtes Sachsen-Anhalt), ab 2011 auf Basis des Zensus 2011, ab 2022 auf Basis des Zensus 2022
Die Zunahme der Einwohnerzahl zwischen 2006 und 2010 ist auf Eingemeindungen zurückzuführen.

## Politik

### Stadtrat
Der Stadtrat von Zeitz besteht entsprechend der Einwohnerzahl der Stadt aus 36 Mitgliedern und dem Oberbürgermeister. Die Kommunalwahl am 9. Juni 2024 führte bei einer Wahlbeteiligung von 55,6 % zu folgendem Ergebnis:
| Partei / Wählergruppe                                                               | Stimmenanteil 2024 | Sitze 2024 |
| ----------------------------------------------------------------------------------- | ------------------ | ---------- |
| AfD                                                                                 | 29,8 %             | 10         |
| CDU                                                                                 | 19,6 %             | 7          |
| Freie Wähler Zeitz / Freiwillige Feuerwehr / Bürgerinitiative Theißen (FWZ/FFW/BIT) | 12,4 %             | 4          |
| Zeitz21                                                                             | 08,6 %             | 3          |
| Alternative Liberale Liste (ALL)                                                    | 08,5 %             | 3          |
| Die Linke                                                                           | 05,5 %             | 2          |
| SPD                                                                                 | 04,2 %             | 2          |
| WG Freie Wählervereinigung Theißen (WG FWT)                                         | 03,5 %             | 1          |
| Bürger für soziale Gerechtigkeit Zeitz (BSG ZZ)                                     | 03,1 %             | 1          |
| FDP                                                                                 | 02,6 %             | 1          |
| Bündnis 90/Die Grünen                                                               | 01,7 %             | 1          |
| dieBasis                                                                            | 00,5 %             | –          |
| Insgesamt                                                                           | 100 %              | 35         |

Auf die AfD entfielen elf Sitze, von denen einer unbesetzt bleibt, weil die Partei nur zehn Kandidaten nominiert hatte.

### Oberbürgermeister
- 1888–1918: Theodor Arnold[42]
- 1919–1931: Bruno Löffler
- 1931–1939: Alfred Nerger
- 1939–1945: Hugo Ludwig Rath
- 1945:–0000 Arthur Jubelt
- 1990–2008: Dieter Kmietczyk (parteilos während seiner Amtszeit)
- 2008:–0000 Ulf Altmann (CDU)[43]
- 2009–2016: Volkmar Kunze (FDP)
- 2016–0000: Christian Thieme (CDU)

Thieme wurde in der Oberbürgermeisterwahl am 5. März 2023 mit 57,6 % der gültigen Stimmen in seinem Amt bestätigt.  Seine Amtszeit beträgt sieben Jahre.

### Wappen und Flagge
Blasonierung: „In Blau den Erzengel Michael in silberner Rüstung auf dem Drachen stehend; mit der Rechten schwingt er das Schwert, mit der Linken hält er einen silbernen Schild, darin ein rotes Kreuz, rechts neben ihm schwebt ein Schild, darin in rot schräg gekreuzt ein mit der Spitze abwärts gelegtes Schwert und ein mit dem Bart abwärts gekehrter silberner Schlüssel.“
Als Flagge führt die Stadt Zeitz die Farben Grün (RAL 6024), Silber (Weiß) (RAL 9016) und Rot (RAL 3020).

### Städtepartnerschaften
- Detmold in Nordrhein-Westfalen, Deutschland; seit dem 18. August 1990

Detmold half der Zeitzer Stadtverwaltung, nach der Wende neue Verwaltungsstrukturen aufzubauen. Aus dieser Hilfe hat sich eine aktive und intensive Partnerschaft entwickelt. Neben einem Begegnungszentrum am Zeitzer Brühl gibt es regelmäßig Besuche und musikalische Konzerte und Ausstellungen von Künstlern aus der jeweils anderen Stadt.
- Darchan in der Mongolei; seit 11. September 1998

Seit 1989 werden Beziehungen zwischen Darchan, der zweitgrößten Stadt der Mongolei sowie Hauptstadt der Provinz Darchan-Uul und Zeitz gepflegt. Die Stadtverordnetenversammlung Zeitz traf mit dem Bürgermeister von Darkhan im Juli 1989 eine Vereinbarung zur Städtepartnerschaft zwischen den beiden Städten, aber erst neun Jahre später, im September 1998, wurde der Vertrag über die partnerschaftliche Beziehung und Zusammenarbeit zwischen Zeitz und Darkhan unterzeichnet.
- Tosu in der Präfektur Saga-ken, Japan; Juli 2004

1998 begann der Austausch zwischen den beiden Städten. Ein Jahr später wurde von Zeitzer Seite vorgeschlagen, dass die beiden Städte einen Austausch auf der Grundlage der Friedensförderung durch Musik beginnen könnten. Im Juli 2004, zur Landesgartenschau in Zeitz, unterzeichnete der Bürgermeister Yasushi Hashimoto den „Beschluss der Aufnahme von Beziehungen zwischen der Stadt Tosu und der Stadt Zeitz“. Seitdem besteht einen städtepartnerschaftliche Beziehung.
- Kaliningrad in Russland; seit dem 11. September 2010

Im Sinne des Europäischen Förderprogramms „Ouverture“ wurde zwischen den Städten Kaliningrad und Zeitz 1995 eine erste Vereinbarung zur Förderung der wirtschaftlichen Zusammenarbeit getroffen. Aus dieser Vereinbarung wurde nach fünfzehn Jahren eine echte Städtepartnerschaft. Der Zeitzer Oberbürgermeister Volkmar Kunze und der Kaliningrader Stadtpräsident Alexander Yaroshuk haben am 11. September 2010 den entsprechenden Vertrag unterzeichnet.
- Prescott in Arizona, USA; seit dem 12. Mai 2014

Nachdem bereits früher Schüleraustausche zwischen den beiden Städten stattfanden, kam es 2013 zu Gesprächen über eine Städtepartnerschaft. Im Mai 2014 wurde ein Partnerschaftsvertrag geschlossen. Austausche nach Prescott erfreuen sich auch seitdem bei Schülern aus Zeitz großer Beliebtheit.

## Kultur und Sehenswürdigkeiten
In der Stadt liegt das Deutsche Kinderwagenmuseum. Die Altstadt wird von heute zugänglichen Bierlager-Katakomben unterzogen.

### Theater

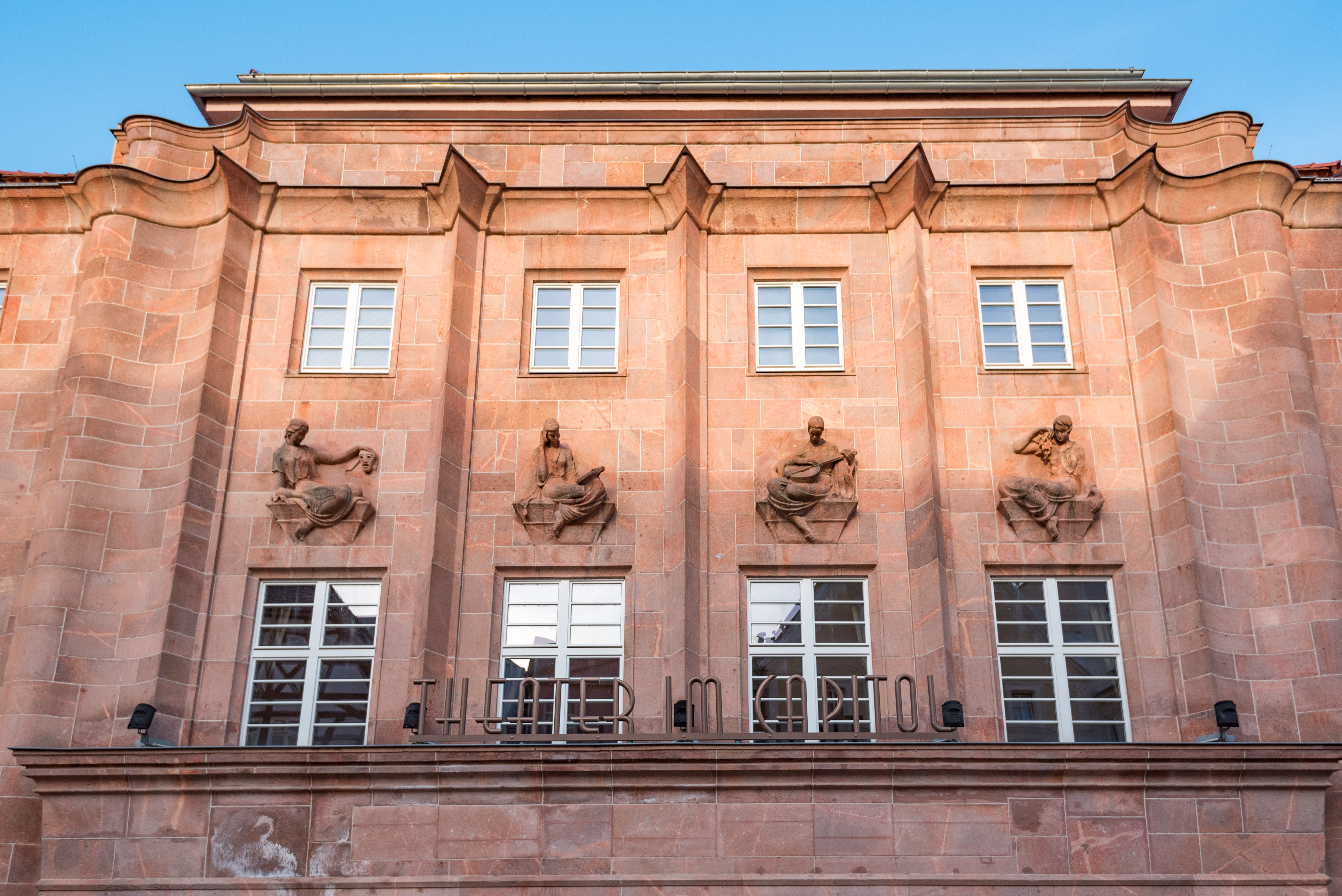
Das Theater im Capitol

Zeitz hatte ein eigenes Stadttheater, das 2006 abgerissen wurde. Das expressionistisch gebaute Theater im Capitol in der Judenstraße ist ein ehemaliges Kino. Heute befindet sich darin ein kommunales Schauspielhaus. Hier finden Theateraufführungen, Live-Konzerte, Lesungen oder Kabarettabende statt. Weiterhin finden in der Kulturvilla Kolorit diverse Kulturveranstaltungen, darunter auch Theateraufführungen statt. Daneben gab es noch zwei weitere Kinos, das Metropol und die Centralhalle, die von 1947 bis 1955 der sowjetischen Garnison Zeitz als Offiziersclub diente und dann als Theater der Freundschaft nach Sanierung wieder als Kino genutzt wurde.
2004 wurde das Theater Kürbiskern im Franziskanerkloster gegründet. Es zeigt Theaterstücke in kleiner Besetzung für Erwachsene und Kinder.
Heute engagiert sich eine Vielzahl an Vereinen für die Kultur in Zeitz und Umgebung, wie z. B. Kultur-, Kunst- und Theaterverein der Stadt Zeitz e. V., Theater-Pädagogisches-Zentrum – Zeitz Triton e. V. oder AMuThea e. V.

### Museen

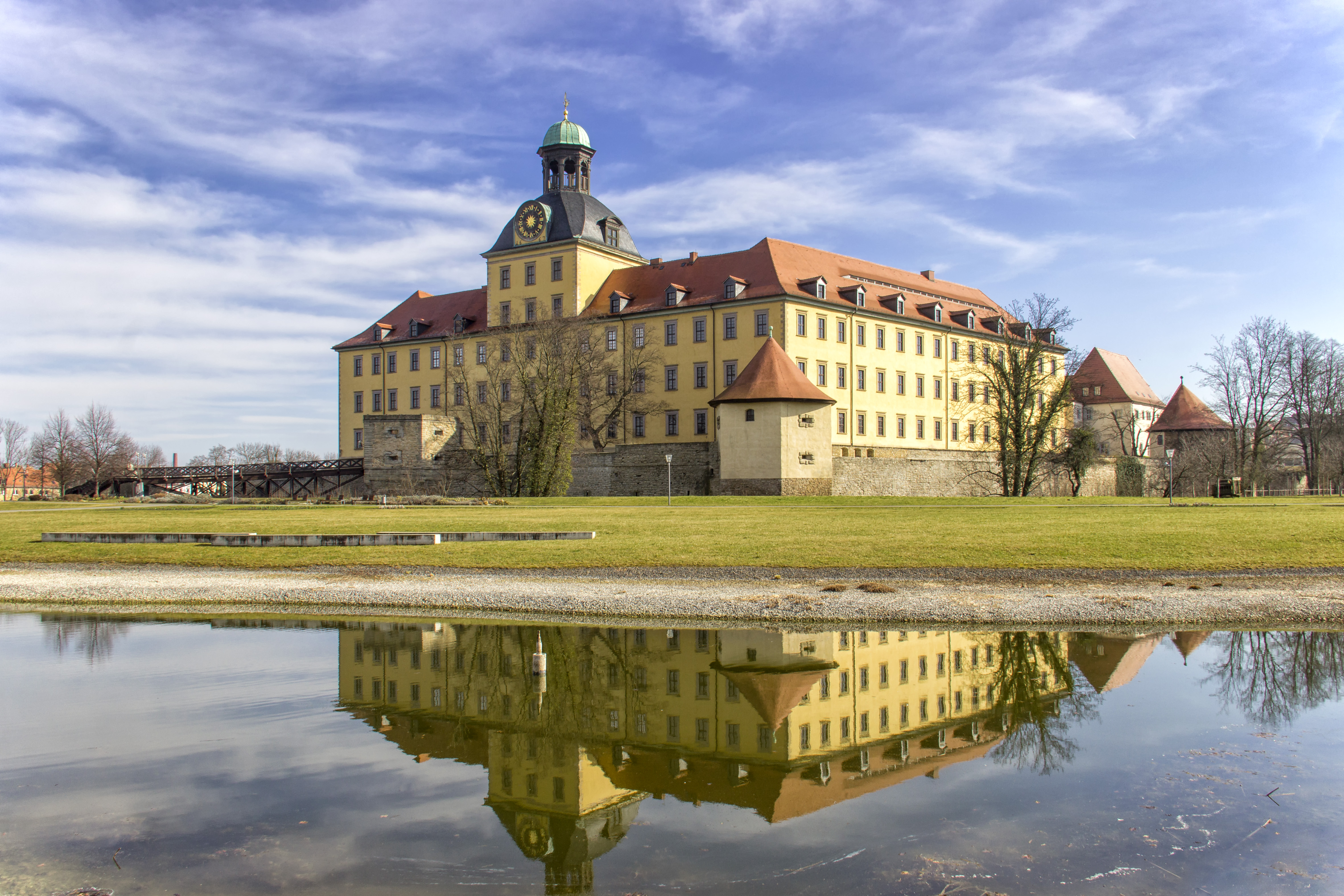
Schloss Moritzburg

Das Schlossmuseum Moritzburg befindet sich im ehemaligen Residenzschloss der Herzöge von Sachsen-Zeitz. Zum Kern der stadtgeschichtlichen Dauerausstellung gehören die Bereiche Möbel von Renaissance bis zum Biedermeier und Zeitz in der Zeit der Bischöfe. Das Deutsche Kinderwagenmuseum ist ebenfalls im Schloss Moritzburg untergebracht und besitzt die wohl größte Kinderwagenausstellung Europas. Anlässlich des 150-jährigen Jubiläums des Kinderwagenbaus in Zeitz eröffnete 1996 das Museum eine neu gestaltete Dauerausstellung mit 380 Kinder-, Sport- und Puppenwagen.
Im Kunst- und Museumspädagogischen Zentrum „Johannes Lebek“ finden sich neben Ausstellungen auch eine Druckwerkstatt mit der Vorführung historischer Drucktechniken. Zudem besteht die Möglichkeit, sich die Grundlagen einiger Drucktechniken in einem Kursangebot anzueignen.

### Bauwerke

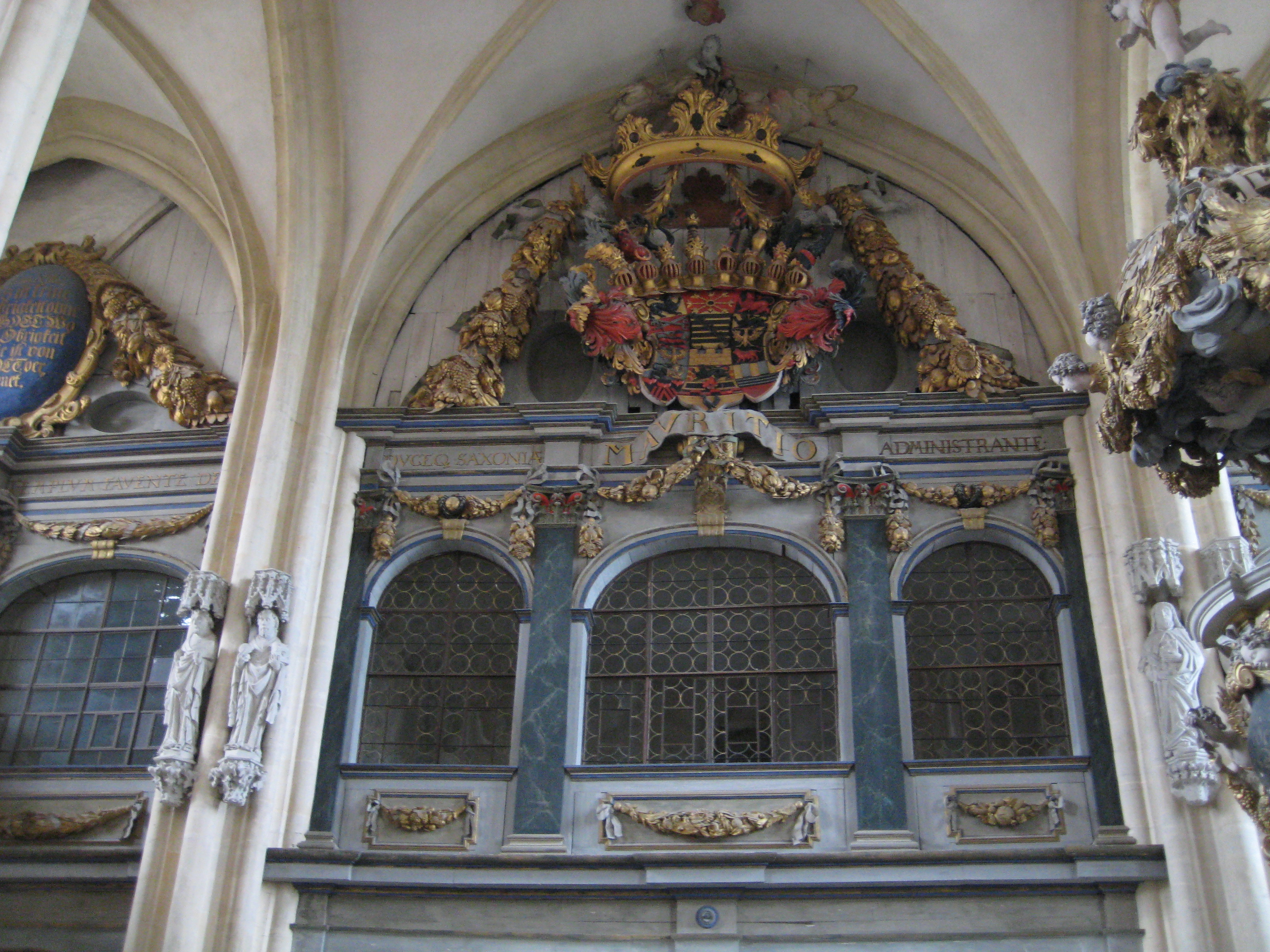
Fürstenloge im Zeitzer Dom

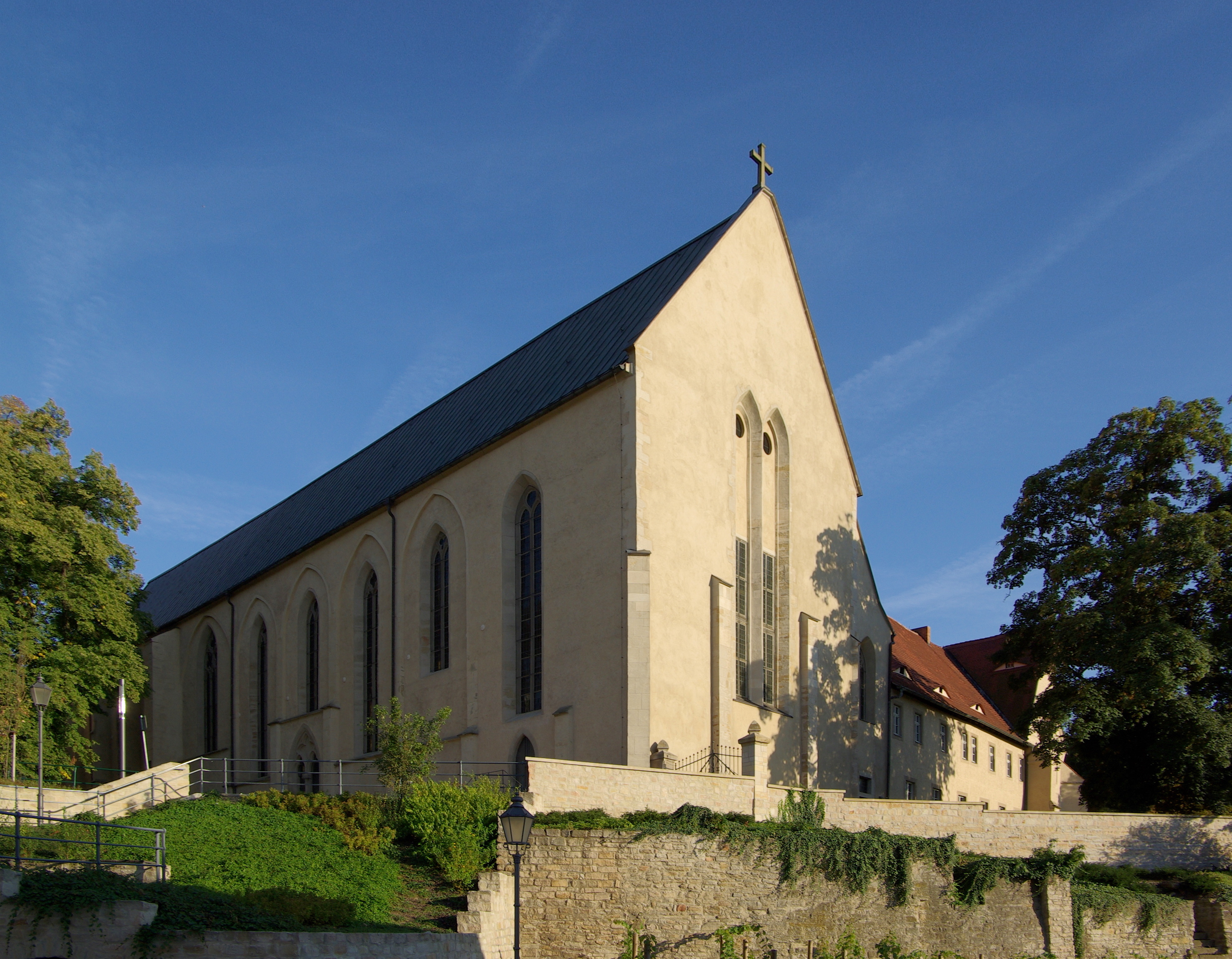
Franziskanerkloster Zeitz

Schloss Moritzburg ist die frühbarocke Residenz der Herzöge von Sachsen-Zeitz. Die Befestigungsanlagen des Vorgängerbaus, einer mittelalterlichen Bischofsburg, sind größtenteils erhalten. Schloss und Schlosspark gehören zum Projekt Gartenträume Sachsen-Anhalt
Im Zeitzer Dom ruht Georgius Agricola, der Vater der Mineralogie und bekannter Wissenschaftler, dessen Hauptwerk sich mit der Metallkunde befasst. Der Bau selbst ist frühromanischen Ursprungs (11. Jahrhundert). Vom ottonischen Vorgängerbau haben sich die Säulen der Krypta und weitere Reste im Kreuzgangbereich erhalten.
In der Oberstadt befindet sich das spätgotische Alte Rathaus von 1509 mit Erweiterungsbau und Turm von 1909. Dort ist ebenfalls die romanisch-gotische Michaeliskirche aus der Zeit zwischen dem 12. und 15. Jahrhundert zu finden, die vermutlich die Dorfkirche der heutige nicht mehr existierenden Siedlung Bosenrode war.
Im Untergrund der Altstadt befindet sich in sechs bis zwölf Metern Tiefe ein ausgedehntes und in weiten Teilen für Touristen zugängliches mittelalterliches Gangsystem, das Unterirdische Zeitz. Ursprünglich als Bierkeller genutzt, wurde es im Zweiten Weltkrieg für den Luftschutz beträchtlich erweitert. Attraktionen sind hier, neben verschiedenen ausgestellten Funden, Gänge, die teils mehrfach über- und untereinander verlaufen, unterirdische Brunnen, früher teils zum Gondeln genutzte wasserführende Stollen und eine Veranstaltungstonne. Das Zeitzer Gangsystem ist noch längst nicht vollständig erkundet.
Am Südrand der Altstadt gelegen befindet sich das ehemalige etwa zur Mitte des 13. Jahrhunderts angelegte Kloster der Franziskaner mit einem noch weitgehend mittelalterlichen Baubestand. Die Gebäude werden seit einigen Jahren restauriert und wieder instand gesetzt. Die Instandsetzungsarbeiten werden dabei von den Bauhistorikern Yngve Jan Holland und Andreas Potthoff bauhistorisch betreut.
Die Auebrücke wurde 1887 errichtet und 2003 saniert sowie verbreitert, wobei man sich an die historische Vorlage hielt.
Nördlich der Altstadt befindet sich die 1909 errichtete Alte Nudelfabrik, die heute als Veranstaltungs- und Kreativzentrum genutzt wird.

### Bibliotheken

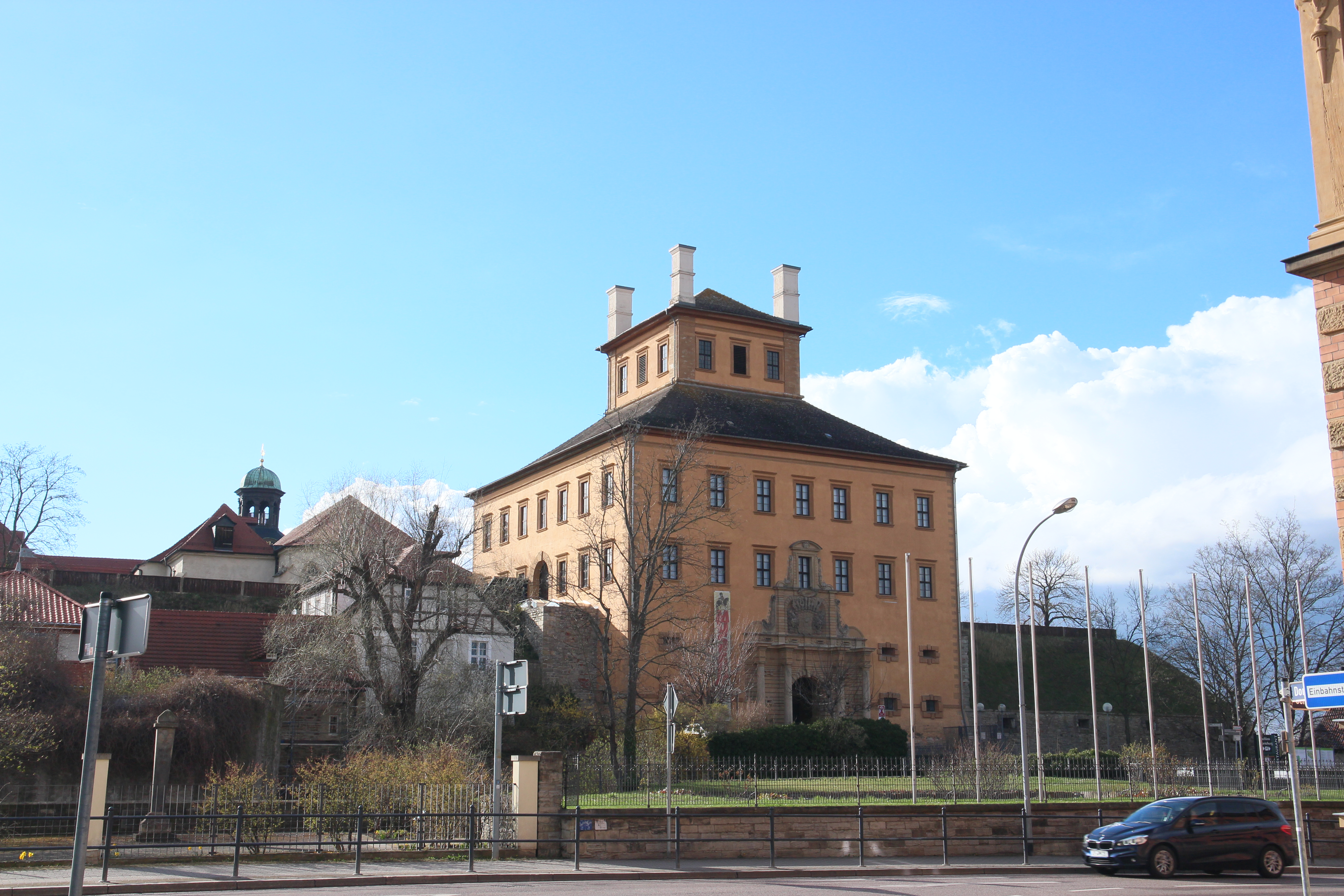
Torhaus des Schloss Moritzburg

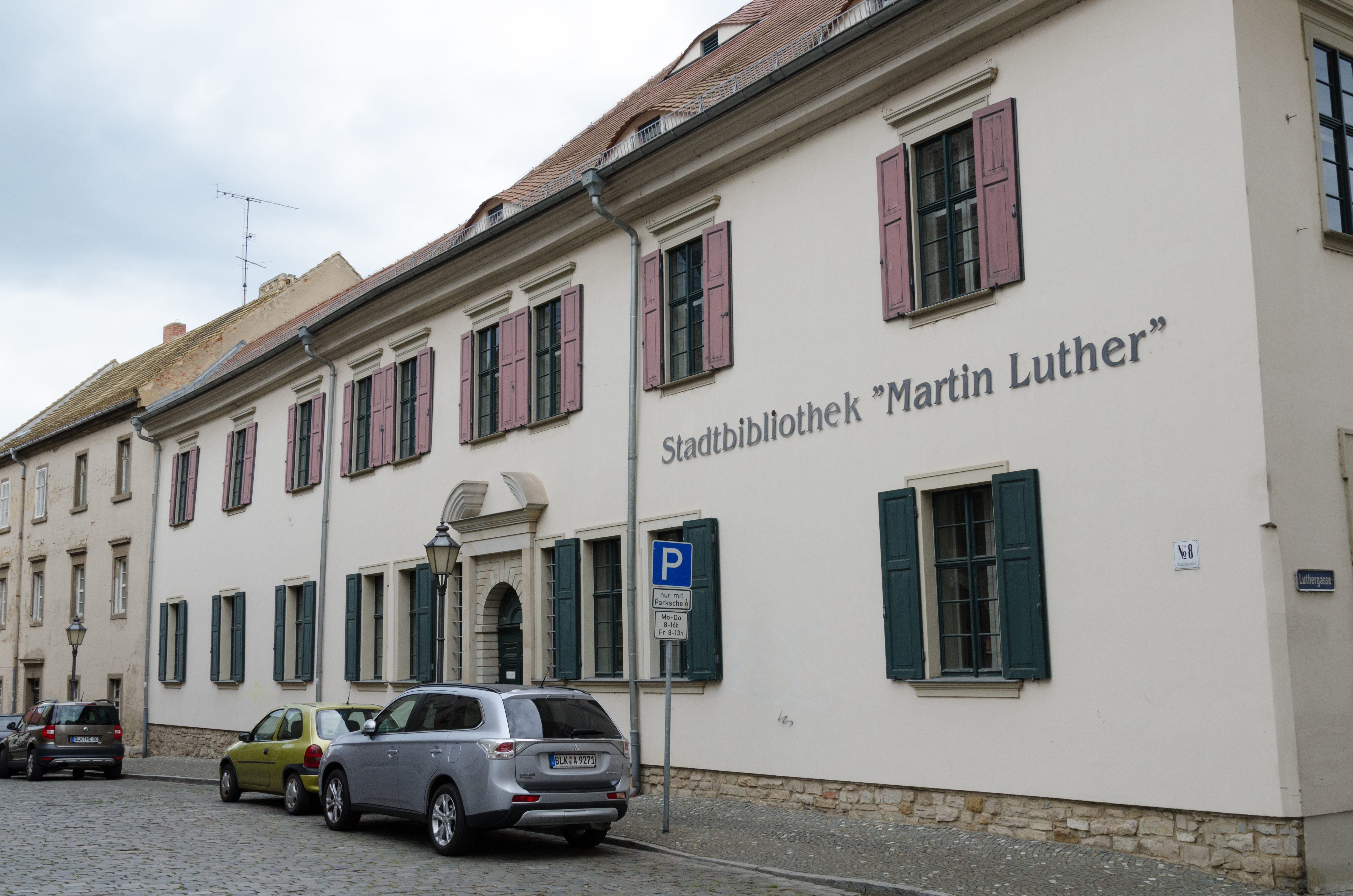
Stadtbibliothek, Michaeliskirchhof

In Zeitz und im unmittelbaren Bezug zur Stadt finden sich gleich acht bedeutende Bibliotheken. Ihre Sammlungen reichen über 1000 Jahre in der Geschichte zurück: von der mittelalterlichen bischöflichen Büchersammlung zur modernen Stadtbibliothek, von literarischen Zeugnissen aus der Lutherzeit über die Kaiser- und Gründerzeit und die DDR bis in die Gegenwart. Die historischen Bestände sind in der Region und weit darüber hinaus von kulturhistorischer Bedeutung. Im September 2019 haben sich diese acht Bibliotheken zu einer informellen Arbeitsgemeinschaft zusammengefunden: der Zeitzer Bibliotheksinitiative. Sie ist ein lebendiges Zeugnis für das Entwicklungspotential einer Stadt und ihrer Menschen, denn die Bibliotheken weisen nicht nur in die Vergangenheit, sondern zeigen auch Perspektiven für die Zukunft auf. Der Zeitzer Bibliotheksinitiative gehören folgende Bibliotheken an: Stiftsbibliothek Zeitz, Pfarrbibliothek St. Michael, Ernst-Ortlepp-Bibliothek (Museumsbibliothek), Bibliothek und Archiv der Lutheriden-Vereinigung e. V., Stadtbibliothek „Martin Luther“ Zeitz, Archiv und Bibliothek der Landesschule Pforta, Bibliothek des Zeitzer Stadtarchivs und die Mitteldeutsche PHILA-Bibliothek Hans Grünewald Zeitz.
Stiftsbibliothek Zeitz
Die mittelalterlichen und frühneuzeitlichen Bestände der Zeitzer Stiftsbibliothek gehören zu den ältesten und bedeutendsten Büchersammlungen in Mitteldeutschland. Sie befindet sich in den oberen Etagen des Torhauses des Schloss Moritzburg. Einzigartig ist die Geschlossenheit der historisch gewachsenen Bestände, die hier in prachtvollen Räumen bewundert werden können. Insgesamt umfasst die Stiftsbibliothek 40.000 Bände. Sie setzt sich aus mehreren Einzelbibliotheken zusammen, zu denen auch die humanistische Gelehrtenbibliothek des letzten Naumburger Bischofs Julius Pflug (1499–1564) gehört. Über 600 mittelalterliche Handschriften und Inkunabeln zählen darüber hinaus zum Bestand. Zu den herausragenden Stücken gehören die Zeitzer Ostertafel aus dem Jahr 447, die Zeitzer Beichte aus dem 9. Jahrhundert sowie die Zeitzer Weltkarte aus dem 15. Jahrhundert.
Pfarrbibliothek St. Michael
Die Bibliothek der Evangelischen Kirchengemeinde Zeitz in der Michaeliskirche geht auf das Jahr 1519 zurück und umfasst über 3.000 Bände. Die frühesten Werke stammen aus dem 15. Jahrhundert. Das wertvollste Stück ist einer von nur drei weltweit bekannten Urdrucken der 95 Thesen Martin Luthers, entstanden 1517 in der Leipziger Druckerei von Jacob Thanner. Die Bibliothek enthält Werke aus Geschichte, Theologie und allgemeiner Religionsgeschichte, Geographie, Pädagogik, Philosophie, Sprachwissenschaften, Literatur, Recht und Politik sowie Naturwissenschaften und Technik. Die Bestände werden von der Kirchengemeinde konservatorisch gepflegt, verwaltet und wissenschaftlich erschlossen.
Ernst-Ortlepp-Bibliothek
Die ca. 38.000 Bände umfassende Ernst-Ortlepp-Bibliothek im Zeitzer Schloss Moritzburg mit Büchern aus sechs Jahrhunderten ist eine der umfangreichsten Museumsbibliotheken Sachsen-Anhalts. Sie befindet sich im Südflügel des Schlosses Moritzburg. Die Bibliothek besitzt vor allem Literatur zur Stadt- und Regionalgeschichte sowie etliche bibliophile Kostbarkeiten aus dem 16. und 17. Jahrhundert. Dazu gehören die Meißnische Land- und Bergchronik des Petrus Albinus, 1589 in Dresden gedruckt, Hübners Natur-, Kunst-, Berg-, Gewerck- und Handlungs-Lexicon (1727) und Dr. Martin Luthers Sämtliche deutsche Schriften und Werke (1729) sowie Handschriften und seltene Erstdrucke des Dichters Ernst Ortlepp (1800–1864). Die Bibliothek wird zudem durch ein umfangreiches Zeitungsarchiv ergänzt, das u. a. die Zeitzer Zeitungen von 1802 bis zur Gegenwart enthält.
Bibliothek und Archiv der Lutheriden-Vereinigung e. V.
Die Bibliothek und das Archiv der Lutheriden sind aus den Nachlässen der Nachkommen Martin Luthers entstanden und durch gezielte Zukäufe und Schenkungen erweitert worden. Sie befindet sich ebenfalls im Torhaus des Schlosses Moritzburg. Heute umfassen sie verschiedene Ausgaben der Werke Martin Luthers, Bibeln, Gesangbücher, Literatur zu Orten, die mit dem Wirken Luthers in Verbindung stehen, zu Katharina von Bora sowie Schriften zur Nachkommenschaft Luthers. Die Bibliothek wird betreut vom gemeinnützigen Förderverein. In der Lutheriden-Vereinigung sind seit 1925 die Nachkommen Martin Luthers und seiner Ehefrau Katharina von Bora sowie seiner Geschwister organisiert. Seit 2003 hat sie ihren Sitz in Zeitz.
Stadtbibliothek „Martin Luther“ Zeitz
Die Stadtbibliothek „Martin Luther“ ist eine öffentliche Bibliothek der Stadt Zeitz. Sie befindet sich am Michaeliskirchhof. Mit ihrem vielfältigen Medienangebot (Bücher, CDs, Hörbücher auf CDs, DVDs, CD-ROMs, Spiele, Zeitungen und Zeitschriften), dem digitalen Medienangebot über die Onlinebibliothek Sachsen-Anhalts und den verschiedensten Veranstaltungen und Projekten wie Führungen, Kamishibai-Erzähltheater, Vorlesewettbewerb, Lesesommer XXL, Lesungen, Vorträge und Ausstellungen in der Literaturgalerie ist die Stadtbibliothek eine Einrichtung für alle Alters- und Bevölkerungsgruppen.
Archiv und Bibliothek der Landesschule Pforta
Die 1570 gegründete Bibliothek der Landesschule Pforta zählt mit ihrem etwa 80.000 Titel umfassenden Bestand zu den größten und ältesten Schulbibliotheken Deutschlands. Sie wird im Rahmen der Zeitzer Bibliotheken genannt, da 1573 ein Großteil der Bibliothek des einstigen Benediktinerklosters Bosau/ Posa bei Zeitz nach Pforta überging. Aktuell befindet sich die Bibliothek in Schulpforta bei Naumburg (Saale). Insgesamt 34 mittelalterliche Handschriften und etwa 300 Inkunabeln umfasst dieser alte Bosauer Bestand. Beeindruckend ist vor allem die um 1168 entstandene Prachthandschrift „De civitate Dei“ von Aurelius Augustinus. Von großer regionalgeschichtlicher Bedeutung ist das Zehntverzeichnis des Klosters Bosau, das mit den aufgeführten Ortsnamen die Ersterwähnung vieler Dörfer im Zeitzer und Altenburger Raum darstellt.
Bibliothek des Zeitzer Stadtarchivs
Das Stadtarchiv Zeitz verwahrt über 3000 lfm Archivgut und archivisches Sammlungsgut aus acht Jahrhunderten, als Grundlage für die Erforschung der Zeitzer Stadt- und Regionalgeschichte. Sie befindet sich ebenfalls im Südflügel des Schlosses Moritzburg. Die Archivbibliothek, die im Stadtarchiv Zeitz bereits seit 1840 existiert, ist aufgrund ihrer Zweckbestimmung als Hilfsmittel für die Mitarbeiter und die Benutzer des Archivs eine Präsenzbibliothek und stellt eine Ergänzung der archivalischen Überlieferung dar. Die Bibliothek hält Fachliteratur u. a. zur allgemeinen deutschen Geschichte, Stadt- und Regionalgeschichte, Wirtschaft, Kultur und Sport vor. Aber auch historische Adresse und Telefonbücher, Ortschroniken, Zeitschriften, Bildbände, Gesetzestexte und Kataloge sowie die sogenannte „Graue Literatur“ sind im Bestand.
Mitteldeutsche PHILA-Bibliothek Hans Grünewald Zeitz
1881 wurde vom Verein für Briefmarkenkunde Zeitz, als einem der ältesten und durchgängig bestehenden deutschen Philatelistenvereine, eine Bibliothek für deutsche und internationale Philatelie und Postgeschichte gegründet. Sie befindet sich heute in der Grundschule Elstervorstadt. Die heutige Mitteldeutsche PHILA-Bibliothek Hans Grünewald Zeitz ist die älteste Fachbibliothek in Deutschland, die von einem Philatelistenverein ehrenamtlich betreut wird. 10.000 bibliografischen Einheiten bilden das wohl umfänglichste Schrifttum zur Kommunikationsgeschichte der Region. Zu den Beständen zählen Ausstellungskataloge, Auktionskataloge, Handbücher, Kataloge, Bücher und Broschüren, Monografien und Zeitschriften aus über drei Jahrhunderten sowie Bestände aus namhaften aufgelösten deutschen Bibliotheken und viele Literaturspenden.

### Gedenkstätten

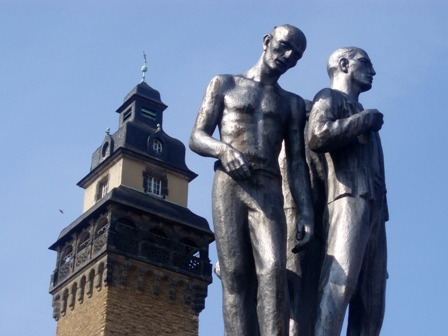
Mahnmal für die Opfer des Faschismus auf dem Altmarkt von 1950, dahinter Turm des Rathauses

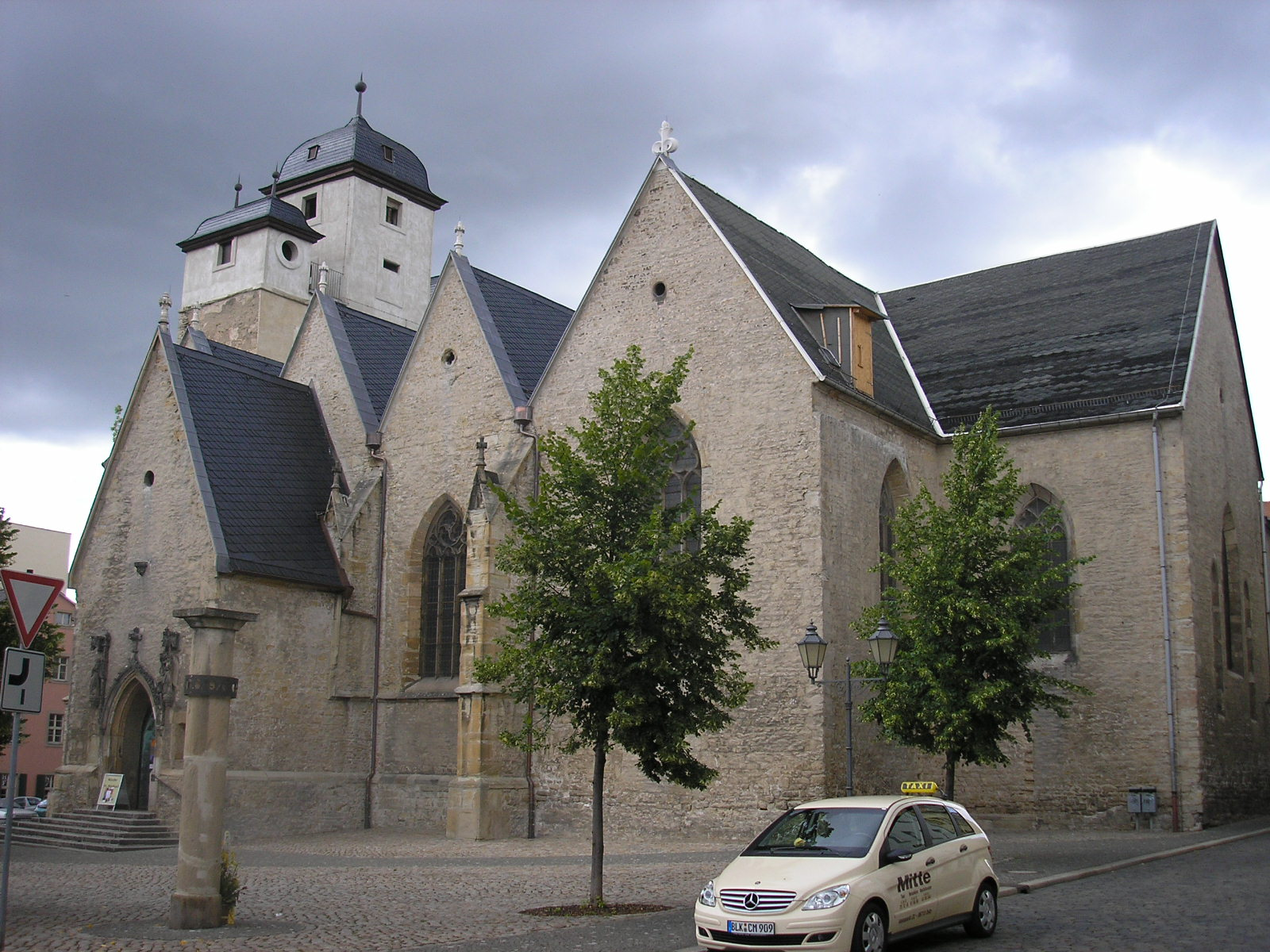
Brüsewitz-Gedenksäule vor der Michaeliskirche

- Mahnmal aus dem Jahre 1950 auf dem Altmarkt (zur DDR-Zeit Friedensplatz) für die Opfer des Faschismus, gestaltet von dem Bildhauer Robert Propf
- Gedenktafel am Gewandhaus auf dem Altmarkt zur Erinnerung an die 250 NS-Gegner, die in der Gestapozentrale misshandelt wurden
- Gedenktafel an seinem Wohnhaus in der Leipziger Straße (zur DDR-Zeit Dr.-Flörsheim-Straße) zur Erinnerung an den sozialdemokratischen Arzt und Widerstandskämpfer Gustav Flörsheim, der von den Nazis ermordet wurde. Auch an der Schule, die zur DDR-Zeit seinen Namen trug, an der Hauptstraße, wurde 1975 eine Gedenktafel angebracht
- Gedenkstein an der ehemaligen Paul-Wegmann-Schule am Steinsgraben zur Erinnerung an den Mitarbeiter von Karl Liebknecht und Rosa Luxemburg, den Redakteur und Jugendpfleger Paul Wegmann, der 1945 im KZ Bergen-Belsen ums Leben kam. Auch am früheren Gebäude des Rates des Kreises am Platz der Einheit erinnert an ihn eine Tafel
- Gedenktafel vor dem Kindergarten des Zeitzer Kinderwagenwerkes in der Geschwister-Scholl-Straße zur Erinnerung an den Berliner Kommunisten Willi Graumüller, der 1945 im KZ Bergen-Belsen ermordet wurde
- Denkmalsteine „Verdiente Zeitzer Bürger“ (Karte) für Johannes Thienemann, Kurt Floericke und Richard Leißling am Ende der Dr.-Kurt-Floericke-Promenade
- Sowjetischer Ehrenfriedhof an der Gleinaer Straße für 38 Rotarmisten und 85 Kriegsgefangene sowie Frauen und Männer, die während des Zweiten Weltkrieges nach Deutschland verschleppt und Opfer von Zwangsarbeit wurden
- Ehrenhain an der Schule in der Altenburger Straße (zur DDR-Zeit Hans-Beimler-Schule) zur Erinnerung an den kommunistischen Spanienkämpfer Hans Beimler.
- Gedenksäule vor der Michaeliskirche, gewidmet dem Pfarrer Oskar Brüsewitz, der sich am 18. August 1976 aus Protest gegen den SED-Staat und die Haltung der Kirche gegenüber der Politik in der DDR durch Selbstverbrennung das Leben nahm.

### Sport
Ju Jutsu
Jaschar Salmanow von der Kampfsportgemeinschaft Zeitz zählt zu den erfolgreichsten Sportler der Stadt Zeitz.
Er gewann im Jahr 2022 den begehrten Titel bei den World Games im Einzel und erreichte zudem die Silbermedaille mit der Mannschaft. Seine Leistungen führten dazu, dass er vom Deutschen Olympischen Sportbund (DOSB) als Fahnenträger für das deutsche Team ausgewählt wurde. Bereits im Jahr 2021 gewann Jaschar Salmanow den Weltmeistertitel und wurde somit zum Favoriten für die World Games. Neben diesen beiden Höhepunkten konnte Jaschar Salmanow weitere Titel und Platzierungen bei nationalen und internationalen Wettkämpfen erringen.
Nach seinem Erfolg bei den World Games entschied sich Jaschar Salmanow, seine Leistungssportkarriere zu beenden und als Wettkampftrainer sein Wissen in der Kampfsportgemeinschaft Zeitz weiterzugeben. Durch sein Engagement trägt er maßgeblich zur Förderung des Ju Jutsu Kampfsports in der Stadt bei und inspiriert junge Athletinnen und Athleten, ihre eigenen sportlichen Ziele zu verfolgen.
Fußball
Der erfolgreichste Fußballverein in Zeitz ist der 1. FC Zeitz. Er stand 1963 in der DDR unter der Bezeichnung BSG Chemie Zeitz im Finale des FDGB-Pokals und spielte zwei Jahre lang in der höchsten Spielklasse der DDR. Heute spielt der Verein in der siebtklassigen Landesliga.
Weitere Fußballmannschaften in der Stadt stellen der SV Motor Zeitz, der aktuell in der Kreisliga spielt und der VfB Zeitz (Kreisklasse).
Bekannte Zeitzer Fußballspieler, die in der DDR-Nationalmannschaft spielten, waren Manfred Kaiser (in den 1950er Jahren) und Bernd Bauchspieß (in den 1960er Jahren). Der bekannteste Fußballer der Stadt ist Jörg Böhme, der beim FC Schalke 04 zum Nationalspieler wurde und mit der deutschen Fußballnationalmannschaft 2002 Vizeweltmeister wurde.
Des Weiteren ist Zeitz Heimat von vielen Vereinen und bietet ein vielfältiges Breitensportangebot. Neben Tennisanlagen, verschiedenen Sportstadien und Schwimmmöglichkeiten gibt es Turn- und Fitnesseinrichtungen sowie Reit- und Schießanlagen.

### Glockenspiel
Seit 1995 hat Zeitz wieder ein Glockenspiel, das mit seinen 22 Glocken in der Laterne vom Gewandhaus untergebracht ist. Das Vorgänger-Glockenspiel mit 28 Glocken war von dort seit 1934 zu hören – es erklang bis 1942, als 20 Glocken für Kriegszwecke abgegeben werden mussten. Das Glockenspiel erklingt täglich vier Mal mit einem jeweils anderen Lied-Zitat; drei Mal im Jahr werden die Melodien gewechselt.

### Marktplätze
Die Zeitzer Innenstadt besitzt drei großzügig angelegte Plätze, den Neumarkt, den Altmarkt sowie den Roßmarkt. Auf dem Roßmarkt (ehemals Leninstraße), welcher Teil der innerstädtischen Fußgängerzone ist, findet jeden Mittwoch und Donnerstag der Wochenmarkt statt.

## Wirtschaft und Infrastruktur

### Ansässige Unternehmen

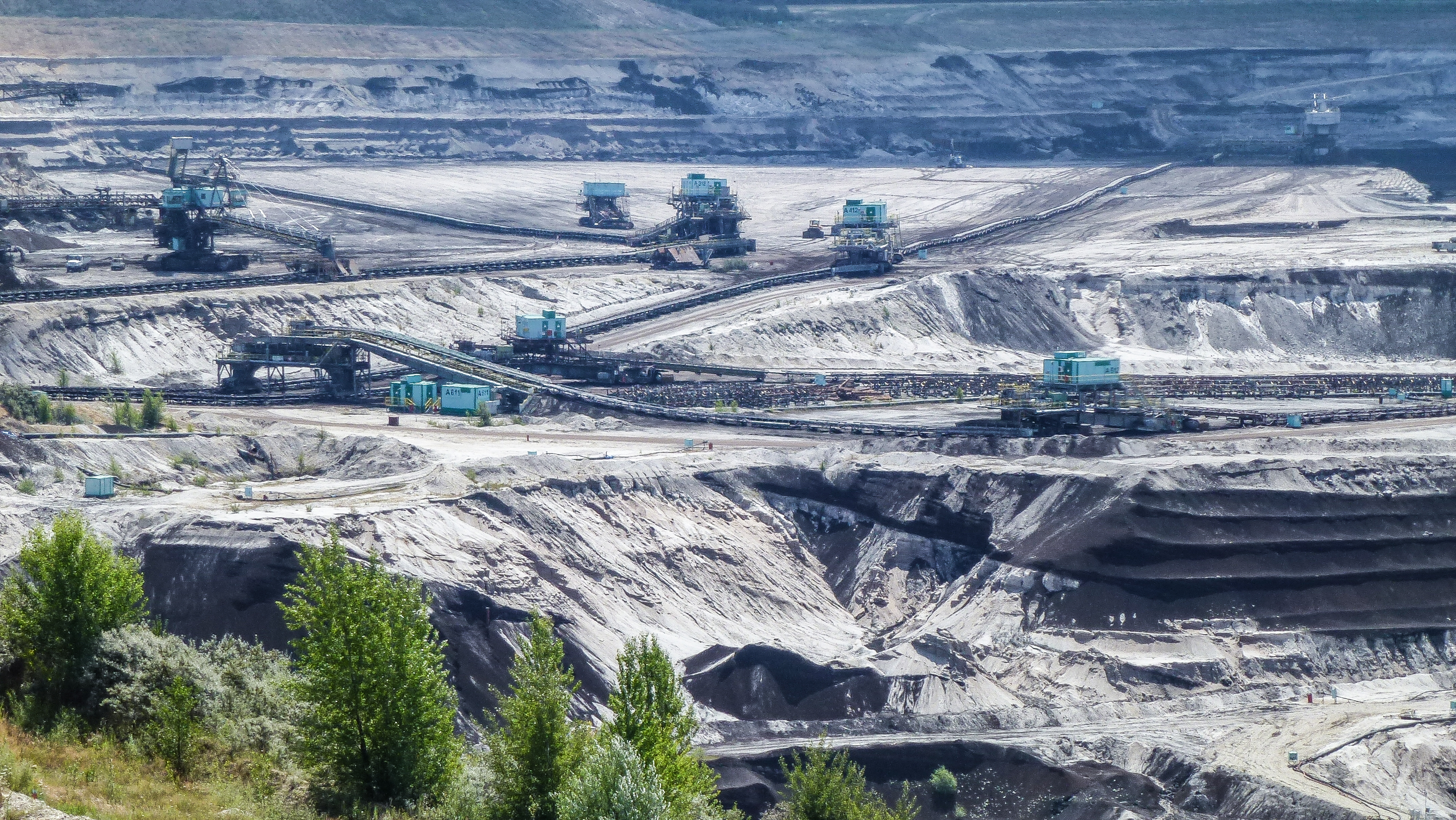
Mondlandschaft im Braunkohletagebau Profen nordöstlich von Zeitz

Regional bedeutend ist der Braunkohlebergbau des Zeitz-Weißenfelser Braunkohlereviers, der von der Mitteldeutsche Braunkohlengesellschaft (MIBRAG) betrieben wird. Weitere Unternehmen der chemischen und verarbeitenden Industrie verwerten den Rohstoff zu Folgeprodukten wie Adipinsäure für Kunstfasern. Mit dem deutschen Kohleausstieg in den 2030er Jahren wird ein Regionaler Strukturwandel in Zeitz erwartet.
Bekannt ist die Stadt für die Schokoladenfabrik Zetti (unter anderem „Knusperflocken“ und „Bambina“) und die Kinderwagen des Herstellers Zekiwa, die heute nicht mehr in Zeitz produziert werden.
Die Zuckerverarbeitung der Südzucker AG, die 1993 anstelle der seit 1858 bestehenden Zuckerfabrik Zeitz neu gebaut wurde, zählt zu den modernsten Zuckerverarbeitungsanlagen Europas. Die Kraft- und Wärmeerzeugung in diesem Unternehmen erfolgt auf der Basis einer Rohbraunkohlenfeuerung in einem modernen Wirbelschicht-Dampferzeuger. Die Rohbraunkohle wird aus den nahe gelegenen Tagebauen der MIBRAG angeliefert.
Die CropEnergies Bioethanol GmbH hat im April 2005 am Standort Zeitz die größte Bioethanolanlage Europas in Betrieb genommen. Jährlich werden dort aus 700.000 Tonnen Weizen 260.000 Kubikmeter Bioethanol produziert. Darüber hinaus werden rund 260.000 Tonnen des Eiweißfuttermittels DDGS produziert, das vorwiegend an die Mischfutterindustrie abgesetzt wird. Seit März 2016 ist die Stärkefabrik der Südzucker AG in Betrieb, dort werden die Futter- und Lebensmittel Gluten, Kleie, sowie als Lebensmittelprodukt Glukosesirup hergestellt.
In fünf Kilometern Entfernung ist der Chemie- und Industriepark Zeitz angesiedelt, der sich allerdings in der Gemeinde Elsteraue befindet.

### Verkehr

#### Straßenverkehr
Zeitz liegt am Kreuzungspunkt der Bundesstraße B 2 (Leipzig–Gera) mit den Bundesstraßen B 91 (Zeitz−Weißenfels) und B 180 (Naumburg−Altenburg). Weitere Straßen verbinden Zeitz mit Droyßig, Crossen, Breitenbach, Tröglitz und Könderitz. Über die B 2 besteht Anschluss an die A 4 bei Gera und über die Bundesstraßen 91 und 180 an die Autobahn A 9 bei Weißenfels und Naumburg.
Vor 2009 folgten die Bundesstraßen in und um Zeitz noch dem Lauf der alten preußischen Kunststraßen (Chausseen). Sie trafen sich dabei in der Unterstadt, was Probleme mit dem Durchgangsverkehr brachte. Zur Verbesserung der Verkehrslage und der Straßenanbindung der Wirtschaft wurden ab der Jahrtausendwende mehrere Abschnitte von Ortsumfahrungen nach modernen Standards gebaut. Insgesamt bilden diese eine Nördlich-Westlich-Südlich verlaufende Spange um Zeitz. Einzig die Bundesstraße 180 führt aktuell noch durch die Kernstadt von Zeitz.

#### Schienenverkehr

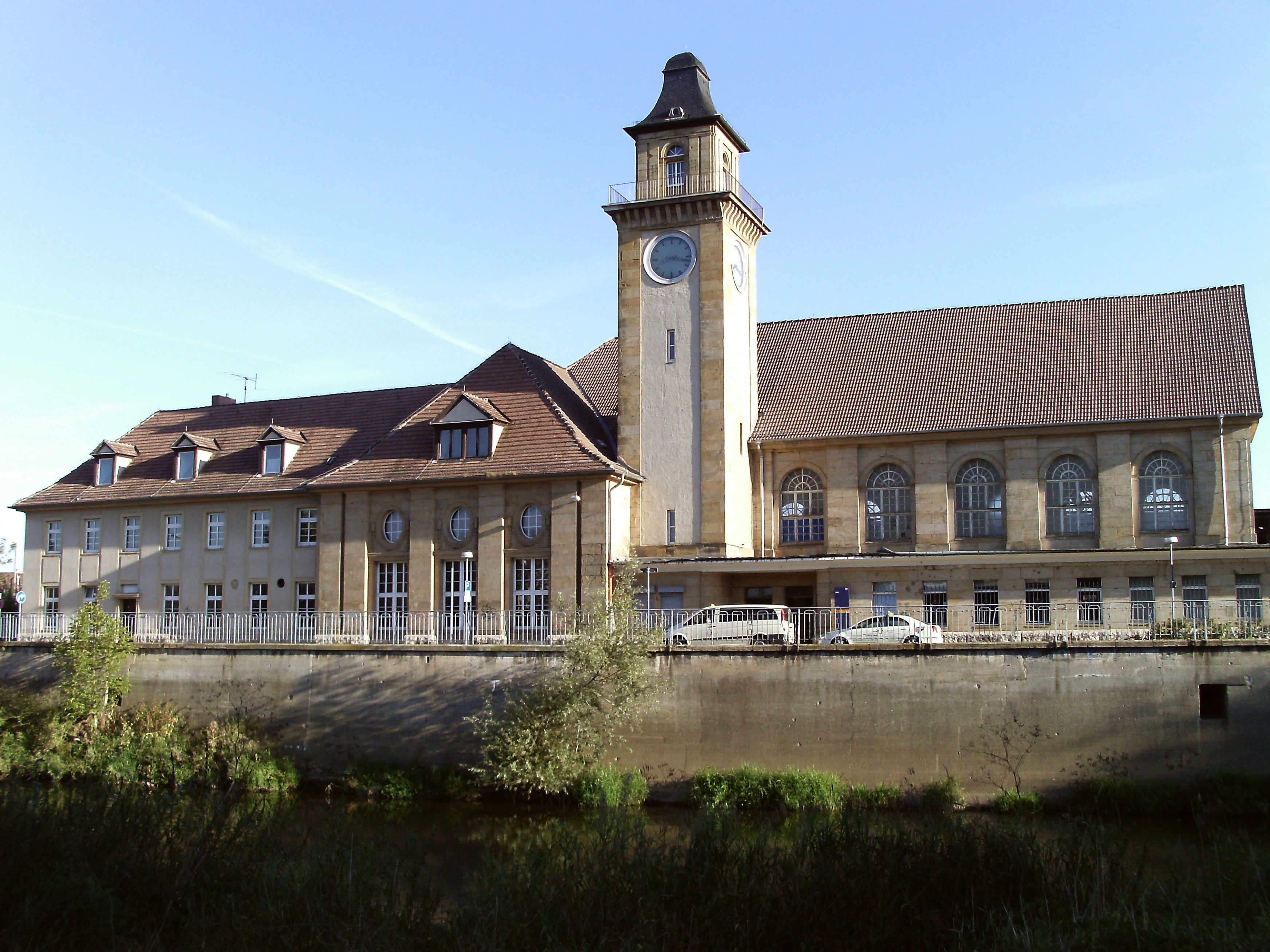
Bahnhof

Der Bahnhof Zeitz liegt an den Bahnstrecken Leipzig–Gera–Saalfeld, Weißenfels–Zeitz, Zeitz–Altenburg (Reisezugbedienung eingestellt) und Zeitz–Camburg (stillgelegt). Die Erfurter Bahn fährt stündlich nach Leipzig und nach Saalfeld, die Strecke nach Weißenfels wird an Werktagen außer samstags stündlich von der Deutschen Bahn bedient, an Wochenenden und Feiertagen zweistündlich.
Zur Abmilderung des Folgen des Strukturwandels im alten Zeitz-Weißenfelser Braunkohlerevier wurde beschlossen, die Bahnstrecke zwischen Leipzig, Zeitz und Gera zu elektrifizieren und teilweise weiter zweigleisig auszubauen. Der Bau soll in der zweiten Hälfte der 2020er Jahre beginnen. Ab Mitte der 2030er Jahre ist geplant, einen S-Bahnverkehr nach Leipzig einzurichten. Der Entscheidung voraus ging eine jahrelange Diskussion zwischen den Ländern Sachsen-Anhalt, Thüringen und Sachsen über die Antriebsweise der S-Bahn (elektrisch oder Wasserstoff).

#### Nahverkehr
Der öffentliche Personennahverkehr wird unter anderem durch den PlusBus des Landesnetzes Sachsen-Anhalt sowie dem Mitteldeutschen Verkehrsverbund erbracht. Folgende Verbindungen führen ab Zeitz:
- Linie 500: Zeitz ↔ Industriepark ↔ Rehmsdorf ↔ Meuselwitz ↔ Wintersdorf ↔ Altenburg
- Linie 820: Zeitz ↔ Kretzschau ↔ Kaufland Verteilzentrum ↔ Stößen ↔ Mertendorf ↔ Naumburg
- Linie 850: Zeitz ↔ Zangenberg ↔ Reuden ↔ Profen ↔ Strandbad Mondsee ↔ Hohenmölsen

Des Weiteren hat Zeitz ein Stadtbussystem, das auf drei Linien den Busverkehr der Stadt sichert. Zentrale Haltepunkte sind der Busbahnhof sowie der innerstädtische Schützenplatz. Stadt- und Regionalbuslinien werden von der Personenverkehrsgesellschaft Burgenlandkreis betrieben.

### Bildung

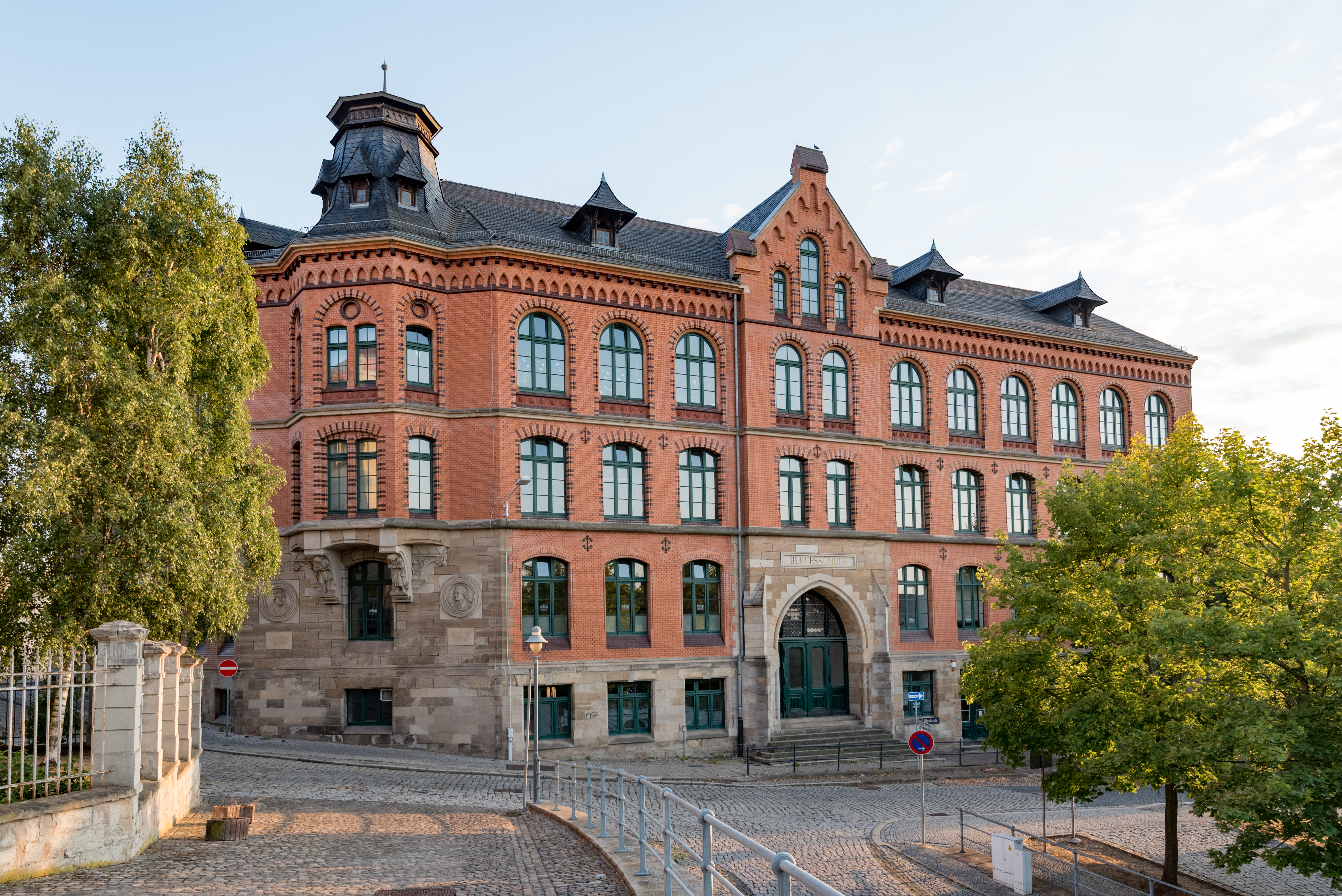
Julius-Pflug-Schule

In Zeitz existiert das Geschwister-Scholl-Gymnasium. Zudem gibt es neun Grundschulen, wovon sich sechs in der Kernstadt befinden. Daneben gibt es zwei Sekundarschulen, die Sekundarschule III, sowie die Sekundarschule „Am Schwanenteich“. Das Angebot wird mit den zwei Förderschulen, der Pestalozzischule und der Johann-Traugott-Weise-Schule, im Stadtgebiet komplettiert.
Zeitz ist zudem Sitz der Volkshochschule des Burgenlandkreises, die den Namen Dr. Wilhelm Harnisch trägt. In Zeitz-Nord befindet sich die Berufsschule der Stadt sowie in unmittelbarer Nähe eine Filiale des Berufs- und Bildungsinstituts sowie eine Außenstelle der Deutschen Angestellten-Akademie.

### Gesundheitswesen
Mit dem SRH Klinikum befindet sich in Zeitz ein Krankenhaus der Grund- und Regelversorgung. Das SRH Klinikum Burgenlandkreis (die beiden Kliniken Zeitz und Naumburg) ist seit 2010 Lehrkrankenhaus des Universitätsklinikums Jena sowie der Universität Leipzig. Das alte Gebäude des Klinikums Zeitz in der Altstadt wurde zu einem Ärztehaus umgebaut. Der im Februar 2000 nach fünfjähriger Bauzeit eröffnete Neubau befindet sich am Stadtrand nahe der B 180 Richtung Altenburg. Im Garten des Klinikums befindet sich ein Weinberg sowie ein Garten mit mehreren Teichen und einem Kräutergarten.

### Medien
- BLK Regional TV – das Regionalfernsehen im südlichen Sachsen-Anhalt; lokales Fernsehprogramm des Burgenlandkreises
- Es erscheint von Montag bis Samstag die Zeitzer Zeitung, welche eine Lokalausgabe der Mitteldeutschen Zeitung darstellt

Auf den Anhöhen südöstlich der Stadt an der Straßengabelung B180/L196 befindet sich der Funkturm Zeitz, der Stadt und Umland analog und digital mit Rundfunkprogrammen mittels UKW und DAB+ versorgt.

### Tourismus
Die Stadt liegt am Elster-Radweg und an der Mitteldeutschen Straße der Braunkohle, sie ist der nördliche Endpunkt der Weinroute Weiße Elster.

## Sonstiges
Der Käselieb war ein sagenhafter Zeitzer Fuhrmann. Als Sühne für seine im heidnischen Glauben beharrende Tochter soll er die Steine zum Bau des Doms unentgeltlich transportiert haben. Ihn stellt eine kaum 30 cm hohe Sandsteinfigur am Zeitzer Dom dar.
Weil in der Region Zeitz besonders viele Nachfahren Martin Luthers lebten und noch leben, ist Zeitz seit 2001 Stammsitz der Lutheriden-Vereinigung, weswegen sich der Ort als Stadt der Luthernachkommen bezeichnet.